# Catedral de Nuestra Señora de la Asunción de Valladolid
La Santa Iglesia Catedral Metropolitana de Nuestra Señora de la Asunción es un templo católico inacabado ubicado en la ciudad de Valladolid, España, con categoría de catedral, sede de la archidiócesis de Valladolid. Concebida en el siglo XVI y diseñada por el arquitecto Juan de Herrera, es un edificio de estilo herreriano con añadidos barrocos. Se encuentra construida en un 40-45 %, debido a la falta de recursos para un proyecto de tal magnitud y a los gastos provocados por la difícil cimentación del templo, situado en una zona con un gran desnivel en el terreno.
Obtuvo la categoría de catedral el año 1595, tras haber sido un templo colegial dependiente de la diócesis de Palencia en su segunda etapa como colegiata.
Está situada en el centro de la ciudad, en una zona ligeramente elevada, cerca de la iglesia de Santa María La Antigua y construida junto a la colegiata de Santa María, anterior iglesia colegial de Valladolid, algunos de cuyos espacios fueron destruidos para continuar con las nuevas obras.

## Antecedentes y contexto histórico del origen

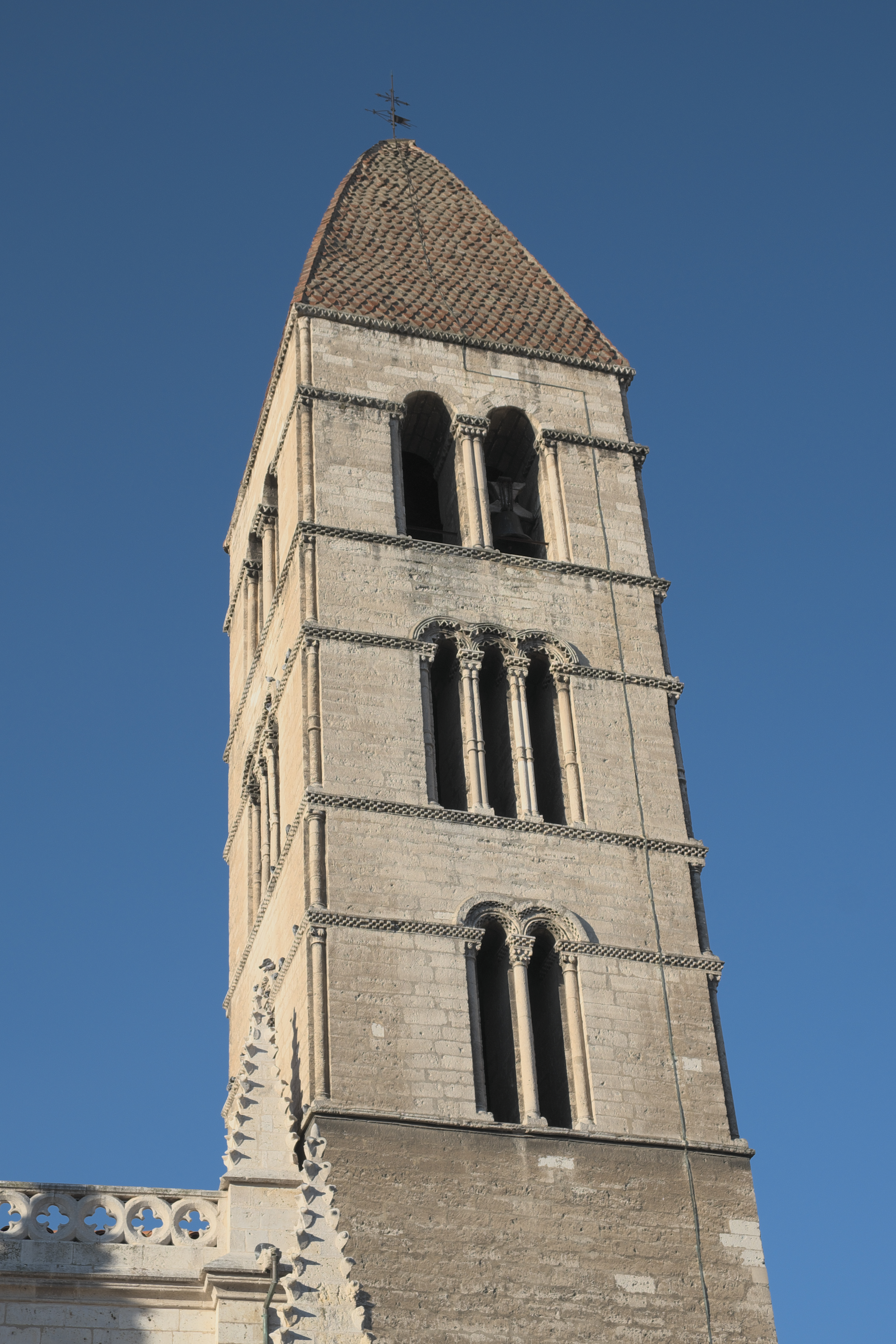
Torre románica de la iglesia de Santa María La Antigua

En el último cuarto del siglo XI el rey Alfonso VI encomendó al conde Pedro Ansúrez la repoblación y administración de esta zona que hoy comprende la provincia de Valladolid. Los núcleos de población más importantes, a orillas del río Pisuerga, eran Cabezón y Simancas, en cuyas tierras jurisdiccionales iban surgiendo las villas agrícolas. Una de estas villas, Valladolid, fue elegida por el conde Ansúrez como asentamiento suyo y de su familia y como centro desde el cual organizaría y gobernaría toda la repoblación del entorno. Por entonces Valladolid era una aldea rodeada por una cerca de defensa, que contaba con un alcázar o castillejo y dos iglesias dedicadas a dos santos hispanos tradicionales: san Julián y san Pelayo. El conde Ansúrez eligió la zona de extramuros para edificar su propio palacio. De esta forma inició una expansión de la villa hacia el sureste.
Además del palacio, según la tradición, construyó una iglesia o capilla privada, que sería el origen de la actual iglesia de Santa María La Antigua, y una Colegiata o iglesia Mayor que vino a heredar el protagonismo de la dicha iglesia de San Pelayo y que realzó la importancia religiosa de la villa. Esta iglesia Mayor, edificada en arte románico, se llamó Santa María la Mayor y fue el origen de la catedral vallisoletana.

## Las tres primeras colegiatas

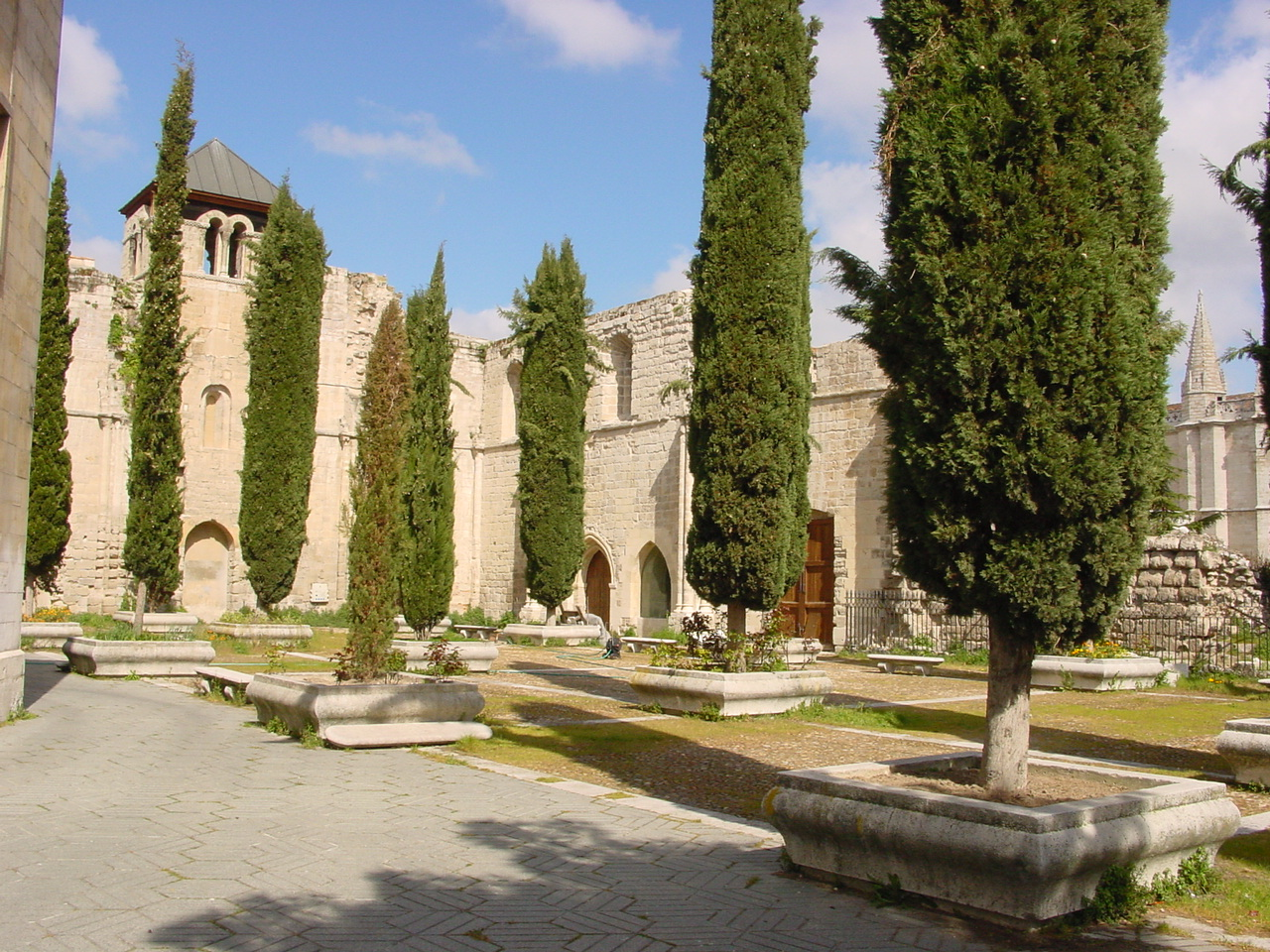
Ruinas de la segunda Colegiata con la torre románica al fondo; los cipreses indican el lugar donde estaban los pilares de la iglesia

El conde Ansurez creó la primera colegiata con la intención de que fuera una iglesia o templo Mayor, punto de referencia del desarrollo de la villa hacia el sureste y que destacó hasta mediados del siglo XII. Sobre sus ruinas, en tiempos de Fernando III el Santo se construyó la segunda, de vida más longeva y que permaneció hasta el XVII, cuando el culto se trasladó a la actual catedral, que es su heredera, a la que se le ha llamado también cuarta colegiata. La tercera colegiata, que fue un intento fracasado de un templo más ambicioso y cuyas obras se vieron congeladas por falta de dinero, se construyó perpendicularmente a la segunda; de esta tercera colegiata solo queda el vestigio de los cimientos.

### Primera: la colegiata del Conde Ansúrez
En el lugar más elevado de la población y a extramuros fundaron el conde Ansúrez y doña Eylo, su mujer, la primitiva colegiata en el año 1095, cuya Carta de Fundación comienza diciendo:

Yo el conde Pedro Ansúrez juntamente con mi mujer la condesa Eylo [...] ofrecemos por el remedio de nuestras almas [...] a la iglesia de Santa María de Valladolid [...] con tal condición que el oficio divino se celebre en la dicha Iglesia, y que se tenga la devoción debida a sus sagrados altares y reliquias.

La ciudad crecía y era necesario dotarla de una iglesia que sirviera de templo mayor. Esta colegiata se convirtió en el principal templo de la ciudad. La colegiata no fue una iglesia aislada sino que nació como un monasterio familiar del conde Ansúrez que al mismo tiempo servía de iglesia Mayor de la villa y que contaba con menos rentas que un obispado, pero que pretendía mantener su independencia, sometiéndose directamente a Roma. El 21 de mayo de 1095 tuvo lugar la solemne consagración, dirigiendo la ceremonia el arzobispo de Toledo Bernardo, con el obispo de Palencia, Raymundo, asistidos por los obispos Pedro de León, Gómez (de Burgos), Osmundo (de Astorga), Martín (de Oviedo) y Amorico (de Lugo), acompañados de varios condes y caballeros.
Nada queda de esa primitiva colegiata, solo los restos de la torre románica de los tiempos del conde Ansúrez, construida a los pies y con la función de torre-pórtico. Poco antes el conde había edificado en el entorno su casa-palacio en la que iba incluida una pequeña iglesia o capilla palaciega. Como dicha iglesia ya había tomado como titular a Santa María, se le añadió el apelativo de la Antigua, mientras que la nueva colegiata fue conocida como Santa María la Mayor. En los años 1124, 1143 y 1155 se celebraron en ella tres Concilios Nacionales. Esto viene a demostrar la importancia que iba adquiriendo Valladolid en la vida religiosa y civil.

### Segunda colegiata delsigloXIII
Entre los años 1219 y 1230, reinando Fernando III el Santo y siendo canciller Juan Domínguez, se llevó a cabo la construcción de la segunda colegiata sobre el solar de la primera, respetándose tan solo la torre románica que dejó de ser torre-pórtico en 1333 cuando construyeron delante una serie de capillas destinadas a enterramientos. Son las capillas que han resistido el paso del tiempo y que forman parte desde el año 1965 del Museo Diocesano y Catedralicio. En 1228 se celebró en el nuevo edificio otro Concilio Nacional. Esta colegiata se mantuvo al uso hasta 1668 en que definitivamente se trasladó el culto al templo herreriano.

### Tercera colegiata renacentista
En 1527, el Cabildo convocó un concurso entre arquitectos, al que acudieron los más prestigiosos maestros del momento: Diego de Riaño, Juan de Álava, Francisco de Colonia, Juan Gil de Hontañón y Rodrigo Gil de Hontañón. A juicio del Cabildo, la colegiata del siglo XIII se había quedado pequeña y demasiado sencilla para la categoría de Valladolid, en un momento en que se habían construido la catedral de Segovia y la Nueva de Salamanca y en que los conventos de la ciudad (San Pablo, San Benito y San Francisco sobre todo) costeaban grandes y suntuosas obras. Ese mismo año, en el mes de junio, se colocó la primera piedra. El proyecto, en principio ambicioso, similar al de la catedral de Segovia (una iglesia de tres amplias naves, con capillas entre los contrafuertes, crucero y cabecera que se supone sería semicircular, ya que se conservan solo trazas del sector de los pies de este edificio), apenas pasó de la cimentación y de la elevación de unos metros. Las obras avanzaron muy lentamente por falta de recursos económicos y también porque surgieron graves problemas con el tema de la expropiación, ya que se necesitaban los terrenos hacia el sur, debido a que se había cambiado por completo el eje de la nueva planta (la nueva colegiata no se empezó a construir sobre la antigua sino perpendicular a ella): quedaría la cabecera al norte, junto al antiguo claustro de la colegiata anterior y los pies al sur. Aun así, el atrio quedaría algo elevado por lo que fueron necesarias unas escalinatas para su acceso (esta nueva disposición será respetada por los planos de la catedral de Herrera y así es como se ve la catedral en el presente).
Se echaron los cimientos ese mismo año de 1527, comenzando la construcción por los pies, para poder hacer uso de la antigua colegiata mientras duraban las obras. La idea era llegar al crucero, que caería en la zona del antiguo claustro, y empezar entonces la demolición total. Pero al avanzar tan lentamente, el propio Gil de Hontañón se vio obligado a hacer reformas en la colegiata vieja para seguir el uso litúrgico sin problemas. Gil de Hontañón murió en 1577 y las obras seguían prácticamente como al principio. Habían pasado 50 años y la moda y las técnicas en el arte de construir habían cambiado.

## Cuarta colegiata-catedral: Juan de Herrera

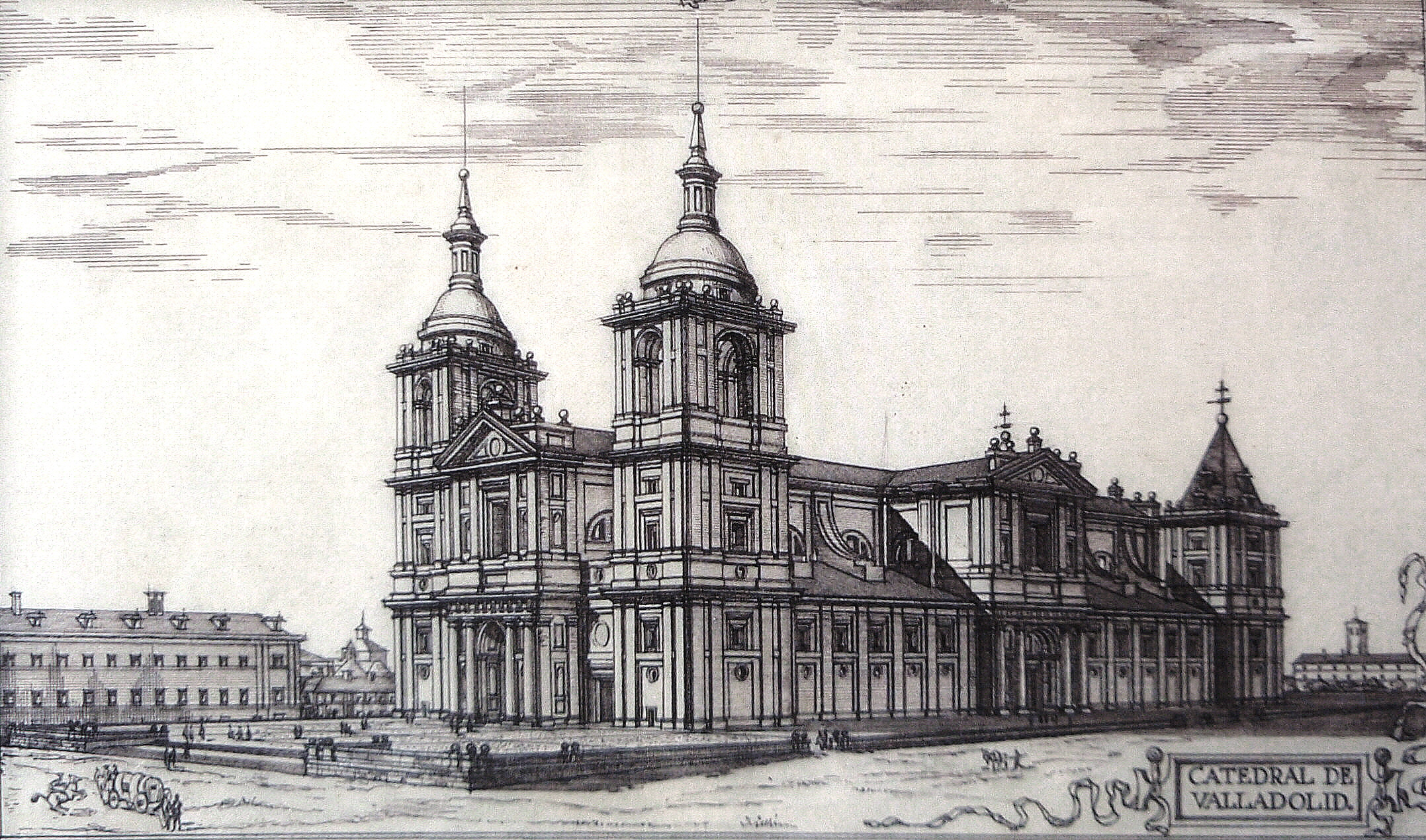
Proyecto ideal de Juan de Herrera para la catedral vallisoletana según Fernando Chueca Goitia

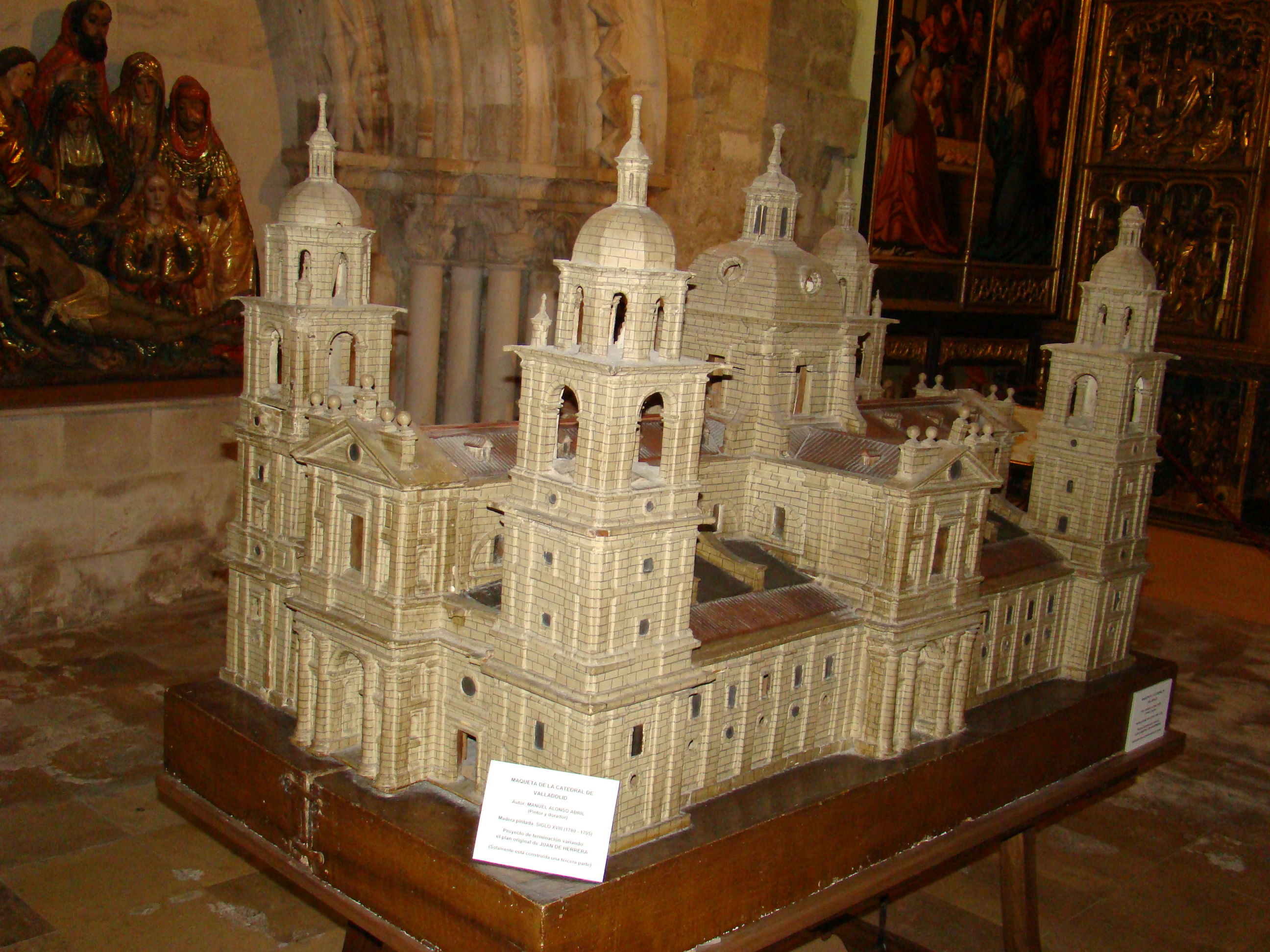
Maqueta de la catedral de Valladolid. Proyecto de terminación variando el plan original de Juan de Herrera. Madera pintada, (1780-1795) por Manuel Alonso Abril

Desde la muerte del arquitecto Rodrigo Gil de Hontañón en 1577, las obras de la tercera colegiata habían quedado paralizadas. Solo se habían echado los cimientos y elevado algunos metros de algunos muros. Ante esta situación, el Cabildo decidió continuar la gran obra aun cuando su situación económica nunca era boyante. Aprovechando una estancia de Juan de Herrera en Valladolid (requerido por el Ayuntamiento para hacer los planos de varias obras municipales), el Cabildo se entrevistó con él y le pidió el estudio y trazas de una nueva colegiata que fuera de acuerdo con los tiempos y que se edificaría sobre las obras de la anterior renacentista, siguiendo el mismo eje norte-sur, siempre perpendicular a la vieja colegiata de la que aún se conservaban algunas capillas. El arquitecto aceptó el encargo y se puso inmediatamente a trabajar, de manera que el 13 de mayo de 1582, Pedro de Tolosa, que había trabajado en el Monasterio de El Escorial y en Villagarcía de Campos, obtuvo la maestría mayor para las obras, haciéndose cargo de ellas bajo la dirección del arquitecto Diego de Praves, hombre de confianza de Juan de Herrera. Pedro de Tolosa murió al año siguiente y le sucedió como maestro de obras su hijo Alonso de Tolosa.
A instancias de Felipe II y tras la bula expedida por el papa Clemente VIII, la colegiata en construcción tomó el rango de catedral en 1595. Al año siguiente, en 1596, Felipe II otorgó el título de Ciudad a la villa de Valladolid. En 1597 murió Juan de Herrera y un año después, en 1598, murió Felipe II.

## De la dependencia de Roma hasta la sede episcopal vallisoletana
En un principio, el conde Ansúrez instituyó la colegiata (con su pequeña comunidad monacal) dependiendo directamente de la Santa Sede de Roma y autorizando al obispo de Toledo para que fuera el encargado de hacer cumplir las cláusulas de la fundación. Sus abades ejercieron jurisdicción episcopal sin estar sujetos a otros prelados, además de tener licencia para escoger un dominus o protector, o tutor que velara por los intereses del monasterio. Este es el sistema característico de esta época, el sistema de behetrías entre parientes; en este caso los parientes serían el abad y sus monjes, constituidos en señorío, que tomarían un tutor o benefactor dentro de la familia de los condes y sucesores, con derecho a cambiarlo si el elegido no cumplía con toda responsabilidad. Así las cosas, el conde Ansúrez tuvo que preparar su auto exilio a tierras de Urgel donde gobernaba su yerno Armengol.
En 1103, cuando estaba a punto de partir, encomendó su abadía de Valladolid al obispo de Palencia Raymundo. No fue una encomienda formal y oficial con cesión de todos los derechos sino un encargo a su amigo y hombre de confianza, con el mandato además de que entregara 100 sueldos anuales a la Santa Sede. En 1110, el conde regresó del destierro y con la ayuda y aprobación de la reina Urraca, recuperó su abadía-colegiata. Pero por entonces ya no estaba el obispo Raymundo y este hecho molestó a su sucesor, el obispo Pedro de Palencia, que inició una disputa y buscó el favor del papa Pascual II. Este papa, y más tarde Inocencio II, confirmaron la vinculación de la colegiata a la sede de Palencia. A partir de estos hechos se desencadenó una pugna abierta entre las dos villas. Con Armengol VI llamado el de Castilla (nieto del conde Ansúrez) se llegó a un acuerdo que fue en realidad una claudicación, entregando la colegiata al obispo de Palencia y concertando que en ese momento este nombrase abad al arcediano Nicolás. El acuerdo tuvo como consecuencia muchas protestas y disturbios hasta que Alfonso VII ratificó el convenio sustentándose en que «así lo había querido el fundador conde Ansúrez», y tomó una decisión irrebatible, dejando para la posteridad el mandato de dos pautas a seguir por el régimen interno: que la elección del abad era un derecho del Cabildo colegial y que el rey se reservaba la potestad de confirmarla.
En 1162 intervino de nuevo el papa, Alejandro III. Mandó reformar la abadía con la instauración de una nueva comunidad de canónigos de San Agustín, encargando realizar dichos cambios al obispo de Toledo.
A finales del siglo XV, los Reyes Católicos suplicaron al papa Alejandro VI que uniese la abadía de Valladolid al obispado de Palencia. El papa murió antes de haber despachado la bula. De nuevo, hacia 1504 hicieron una petición a Julio II, quien despachó la bula con una cláusula: que el obispo de Palencia lo fuese también de Valladolid, que ambas iglesias fuesen catedrales y que cada cabildo tuviese su hacienda aparte. Pero el abad de la colegiata de Valladolid, don Fernando Enríquez, no quiso dejar la abadía y el papa tuvo que suspender la bula de unión, «Hac vice duntaxat».
El siguiente abad, Alfonso Enríquez, mantuvo la colegiata 30 años, hasta que en 1555, Pedro de la Gasca, obispo de Palencia, insistió en la unión mencionada ante el emperador. Así, en mayo de 1554, el Consejo Real dio una provisión en que mandaba a la ciudad de Palencia y al Cabildo de Valladolid que en un determinado tiempo alegasen las razones que pudieran tener para no realizar tal unión. Palencia envió sus procuradores. Al frente iba Francisco de Salas, procurador del Deán y Cabildo. Entre otros razonamientos alegó:

[...] querer hacer ahora una unión de dos iglesias catedrales, la una en un pueblo tan grande y tan rico, y que cada día va en tanto crecimiento como es Valladolid, y la otra de otra iglesia que está en tan pequeño pueblo y tan pobre como es Palencia es dar ocasión y hacer que del todo se olvide se deshaga y disminuya la iglesia y ciudad de Palencia, porque es harto verosímil que el obispo que por tiempo fuere de Palencia y Valladolid se querrá y preciará más intitular del mayor y más insigne pueblo que es Valladolid y no del menor y más pobre que es Palencia. Porque esto no parezca adivinar que no hay mejor regla o conjetura en lo porvenir que la experiencia de lo pasado, tenemos ejemplo harto claro en la ciudad de Baeza y Jaén, como después se ganó Jaén que son dos iglesias catedrales debajo de un obispo [...] como Jaén es mayor, se ha quedado en olvido Baeza y solamente se llama obispo de Jaén, aunque la iglesia de Baeza sea catedral. [...]

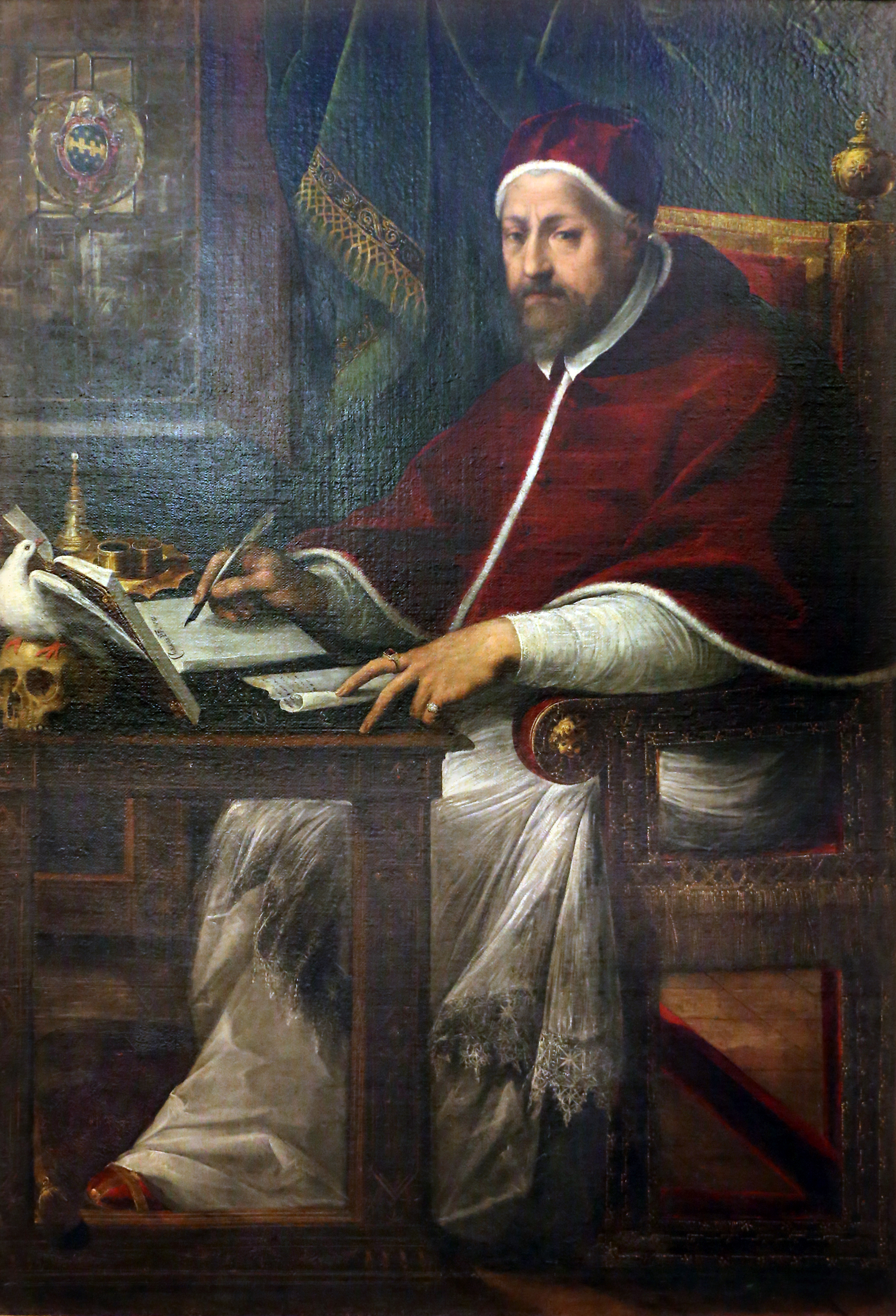
Clemente VIII otorgó la bula Pro Excellenti que convirtió a Valladolid en sede episcopal con catedral

El procurador dio hasta ocho razonamientos más. Valladolid por su parte, pidió ser arzobispado y que Palencia fuese una de las iglesias sufragáneas, o que al menos se nombrara un obispo de Valladolid y Palencia, en ese orden, y que la renta de la abadía se gastase en la fábrica de la nueva iglesia.
El Consejo Real resolvió el tema no por sí mismo, sino haciendo una consulta directa al rey que estaba en Flandes. El tiempo pasó sin resolverse nada, hasta que en 1595 y siendo obispo de Palencia Martín Aspi Sierra, se desmembró Valladolid, convirtiéndose en catedral con sede episcopal, con la aquiescencia de Clemente VIII en el reinado de Felipe II, que concedió esta gracia a su ciudad natal, «venciendo así la majestad del rey».
El rey había enviado como embajador en Roma al duque de Sessa, Antonio Fernández de Córdoba y Cardona, con el encargo de llevar a cabo las negociaciones con el papa Clemente VIII, que otorgó la bula Pro Excellenti del 25 de noviembre de 1595, haciendo a Valladolid sufragánea del Arzobispado de Toledo. Felipe II presentó como primer obispo de la nueva catedral a Bartolomé de la Plaza, magistral de la colegiata de Baza que fue ratificado y nombrado por el papa, por bula del 18 de diciembre de 1596. El territorio de la nueva diócesis vallisoletana fue muy recortado para no inferir ni perjudicar las diócesis cercanas.
El 16 de marzo de 1851, habiéndose celebrado el Concordato de 1851 con la Santa Sede (siendo papa Pío IX), la reina Isabel II pidió el título y dignidad de metropolitana para esta catedral. El papa ejecutó la petición, otorgando la bula el 4 de julio de 1857. Ya no fue sufragánea de Toledo, y sí pasaron a serlo de ella las jurisdicciones de Ávila, Ciudad Rodrigo, Salamanca, Segovia y Zamora.

## El proyecto de Juan de Herrera

Planta actual de la catedral de Valladolid, con cada una de sus partes numeradas:1.Capilla de San Juan Evangelista
2.Capilla de Nuestra Señora de los Dolores
3.Capilla de Nuestra Señora del Sagrario
4.Capilla de San Fernando
5.Capilla Mayor
6.Capilla de la Magdalena
7.Capilla de San José
8.Capilla de San Pedro
9.Capilla de San Miguel
10.Sacristía
11.Capilla de San Lorenzo
12.Sala Capitular
13.Capilla de Santo Tomás
14.Ángulo del Claustro
15.Capilla de San Blas y de San Juan Evangelista
16.Torre de la Colegiata
17.Capilla de Santa Inés
18.Sala Nueva del Museo

Los rasgos del nuevo templo son clasicistas, basados en las construcciones de la Antigua Roma que habían inspirado a la arquitectura del Renacimiento y a teóricos como Vitruvio, con su obra De Architectura. También se nota influencia manierista, sobre todo a través de los escritos de Sebastiano Serlio. La línea es pura, sin concesiones al adorno de ninguna clase. La única decoración del edificio es la puramente arquitectónica: cornisas, capiteles, pilastras o barandas.
El proyecto tiene como referencia la nueva ideología que había inspirado el Concilio de Trento, que defendía el acercamiento de la Eucaristía al pueblo. Así, Herrera traslada el coro –que tradicionalmente se había colocado en frente del altar mayor bloqueando su visión– a la cabecera del templo, dejando un amplio espacio entre el crucero y la puerta sur de entrada por los pies. El coro, que rodearía el altar, estaría abierto a la nave del templo, con lo cual ambos serían perfectamente visibles por los fieles.
En resumen, el edificio de Herrera sería una gran iglesia de tres naves, con capillas entre los contrafuertes, siguiendo la disposición general y las proporciones de la planta de la colegiata trazada en 1527, cuyos cimientos pisaba, si bien la cabecera del edificio de Herrera sería recta.
La planta, como ha demostrado Fernando Chueca Goitia, se organiza en un rectángulo de proporción 2x1, (420x210 pies castellanos) encontrándose el crucero en el centro del mismo. El edificio poseería tres naves de cuatro tramos cada una desde los pies hasta el crucero y de otros tres tramos desde el crucero a la cabecera. El edificio está proporcionado por un método usado por los maestros tardogóticos españoles en las catedrales de Segovia o Salamanca: cada tramo de las naves laterales es cuadrado en planta y cada uno de los de la nave principal es un rectángulo de proporción sesquiáltera (proporción 2x3) en planta cuyo lado menor es igual al lado del cuadrado que forma en planta un tramo de la nave lateral; también las capillas-hornacina se modulan por medio de rectángulos sesquiálteros: el lado mayor del rectángulo en planta de las mismas es igual al del cuadrado que forma en planta un tramo de la nave lateral. Así, un tramo de las naves laterales tiene una medida en planta de 40x40 pies castellanos, un tramo de la nave central en planta mide 40x60 pies (40x3/2 = 60) y las capillas hornacinas están inscritas en planta en un rectángulo de 40x28 pies (40x2/3 ≈ 28).
Las secciones del edificio se proporcionan también sobre la base de la proporción sesquiáltera. La nave central y las colaterales se separarían con grandes arcos de medio punto sobre pilares de sección cuadrada de 13 pies de lado con pilastras corintias adosadas, sobre las que cabalgaría un gran entablamento del mismo orden que abrazaría toda la nave central a la altura del arranque de las bóvedas, generando una potente sombra. La nave central se cubriría con una gran cañón corrido con lunetos y las laterales con bóvedas de arista, mientras que el crucero lo haría con una cúpula vaída (el cimborrio que aparece en algunos dibujos no se debe a Herrera y se añadió a los planes del proyecto avanzado el siglo XVII, buscando una silueta más movida y barroca al exterior). La luz entraría por la nave central por medio de grandes huecos termales que quedarían parcialmente ocultos por el entablamento, con lo que se haría la ilusión de que la bóveda flotaría sobre el entablamento, sin una unión física con resto del edificio.

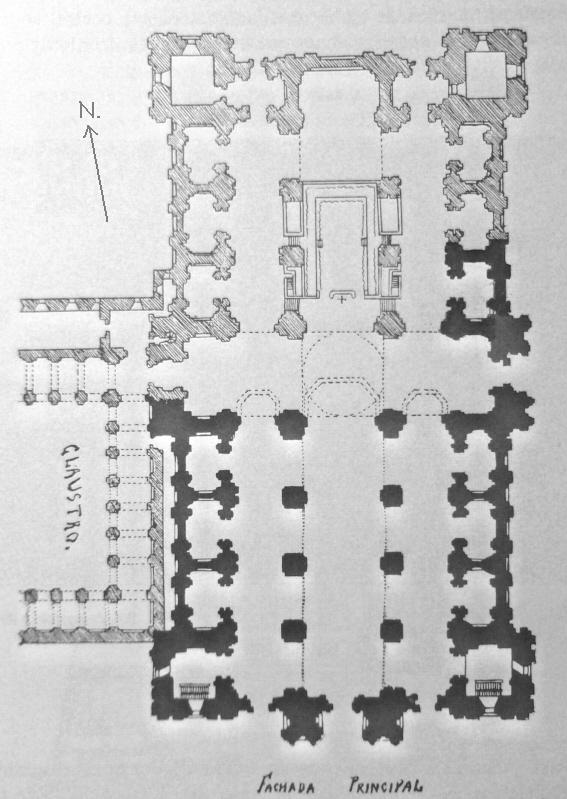
Planta ideal de la catedral, según el proyecto de Juan de Herrera. Se observa el proyecto de gran iglesia de tres naves con crucero y coro abierto a los fieles, con el altar visible. En negro, se muestran las partes del edificio construidas, mientras que las no realizadas están rayadas. A línea de puntos se muestran los tres ábsides provisionales del que cierran actualmente lo realizado

Abiertas a las naves laterales habría una serie de capillas-hornacinas entre los contrafuertes. En cuanto a estas, si bien están, naturalmente, comunicadas con el templo a través de grandes arcos, se conciben como espacios más o menos independientes, con su propio foco de luz, un pequeño óculo; el muro de estas capillas, cubiertas con bóveda de cañón con lunetos, está animado por decoración de placas y hornacinas que modelan el potente muro de piedra. El arco de comunicación entre las capillas-hornacina y las naves laterales se configura en su alzado a estas últimas como un arco del triunfo con dos pares de pilastras dóricas que sujetan una tribuna a la que se abre, por medio de una pequeña puerta (que introduce la escala humana dentro de la escala colosal a la que está pensado todo el edificio para acentuar su grandeza), el espacio que existe sobre las capillas hornacinas, concebido para usos auxiliares, como archivo o biblioteca.
En los dibujos de Herrera, en los exteriores, el cuerpo central y principal de la fachada de los pies (al sur), se concibe como el apilamiento de dos elementos de la arquitectura clásica: el arco del triunfo y el frente de templo. El cuerpo central se adelantaría notablemente al resto de la fachada, consiguiendo así una especie de vestíbulo o nártex a la entrada del templo. El piso bajo del cuerpo central, concebido como arco de triunfo con dos pares de columnas dóricas gigantes a los lados que apearían un potente entablamento dórico, cobijaría la puerta principal, adintelada y con guardapolvo; sobre este arco del triunfo se encontraría el segundo cuerpo, concebido a manera de un templo tetrástilo, aunque con el manierismo de sustituir las columnas por pilastras, que irían a plomo sobre las columnas del arco del triunfo del piso inferior. En el centro del cuerpo alto, entre las pilastras, si situaría una enorme ventana adintelada y con guardapolvo para iluminación del interior. Se coronaría con frontón triangular con remates de bolas en vez de acroteras. Además, los paños de muro de este cuerpo central estarían animados con hornacinas.

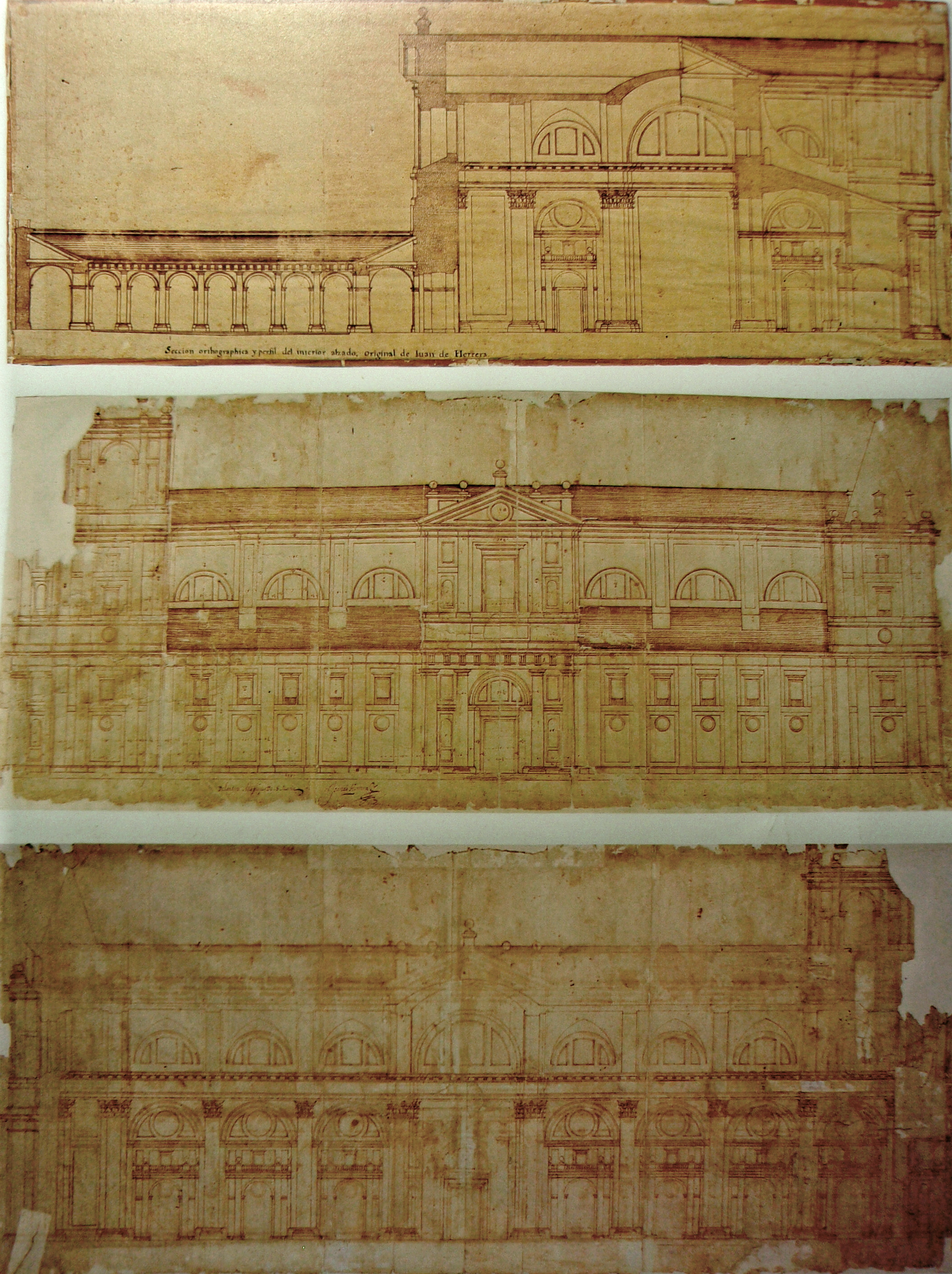
Planos originales de Juan de Herrera para la Catedral de Valladolid, custodiados en el archivo de la misma. Arriba, sección transversal con el claustro; en el centro, alzado lateral este y abajo, sección transversal por la nave mayor

En los extremos de la fachada se situarían dos torres iguales de planta cuadrada, con tres pisos separados por entablamentos apeados sobre pilastras dóricas pareadas dispuestas en las esquinas, siendo los dos primeros pisos macizos, con los lienzos del muro animados con hornacinas, adornos de placas y ventanas adinteladas, y el último cuerpo, donde estarían las campanas, abierto con un gran arco en cada cara de la torre, coronándose todo con una balaustrada con bolas a plomo de las pilastras y cúpula de media naranja con linterna y remate. Entre las torres y el cuerpo central adelantado se situarían sendos cuerpos de unión correspondientes a las naves laterales interiores y en los que se encontrarían las puertas de acceso a estas, adinteladas y con guardapolvo. La fachada posterior no sería muy distinta a la principal, aunque no se adelantaría el cuerpo central ni el primer piso de este cuerpo tendría cuatro grandes columnas dóricas, sino pilastras, y no habría puerta. Las torres serían también más bajas que las de la fachada principal, pues tendrían solo dos pisos, si bien semejantes en todo a los dos primeros de las torres principales, rematándose con una balaustrada con bolas y un chapitel piramidal de pizarra rematado con una gran esfera.
En los alzados exteriores laterales, se encontraría en el centro la fachada del crucero, idéntica en todo al cuerpo central de la fachada principal, con su arco triunfal dórico abajo y su frente de templo arriba. En los extremos de los laterales se hallarían las torres y entre estas y el crucero, se encontrarían los cerramientos de las capillas hornacinas y las dependencias auxiliares situadas encima de ellas. Este cerramiento se vería al exterior como un muro apilastrado rítmicamente, animado con las ventanas adinteladas de las dependencias auxiliares y con los óculos de las capillas y rematado por una saliente cornisa. Este muro dialogaría con las construcciones próximas a la Catedral por su altura moderada. Sobre él, aunque en un plano posterior, retrasado, se encontraría el cerramiento lateral de la nave central, más alta, con los contrafuertes en forma de arbotante invertido y los huecos termales que la iluminan, rematado con una gran cornisa y el tejado de pizarra.
En su proyecto, Herrera tuvo en cuenta la posibilidad de un gran claustro procesional cuadrado de un solo piso de orden dórico, que iría unido a la nave oeste y que contendría dependencias como la sala capitular o la sacristía. La construcción de este claustro traería serias dificultades de tipo técnico y económico, pues por este lado del oeste del edificio había un importante desnivel que caía hasta el cauce del río Esgueva y por ello, parece que su construcción nunca se consideró seriamente.
El edificio, al pisar la cimentación de la colegiata de 1527, se orientaría en un eje norte-sur, con la cabecera el norte, sin seguir la orientación canónica, ya en desuso en el siglo XVI, en el que pesaban más los valores urbanísticos a la hora de orientar las iglesias.
Una vez terminado el estudio, Herrera puso los planos en manos de su discípulo y hombre de confianza, el arquitecto Diego de Praves. En 1587 tuvieron una entrevista de trabajo en Madrid. Es sabido que Juan de Herrera jamás estuvo a pie de obra de la catedral de Valladolid.
Hay controversia entre los historiadores sobre si las trazas de esta catedral de Valladolid son un reflejo de la basílica de El Escorial.

### Evolución de las obras:sigloXVI

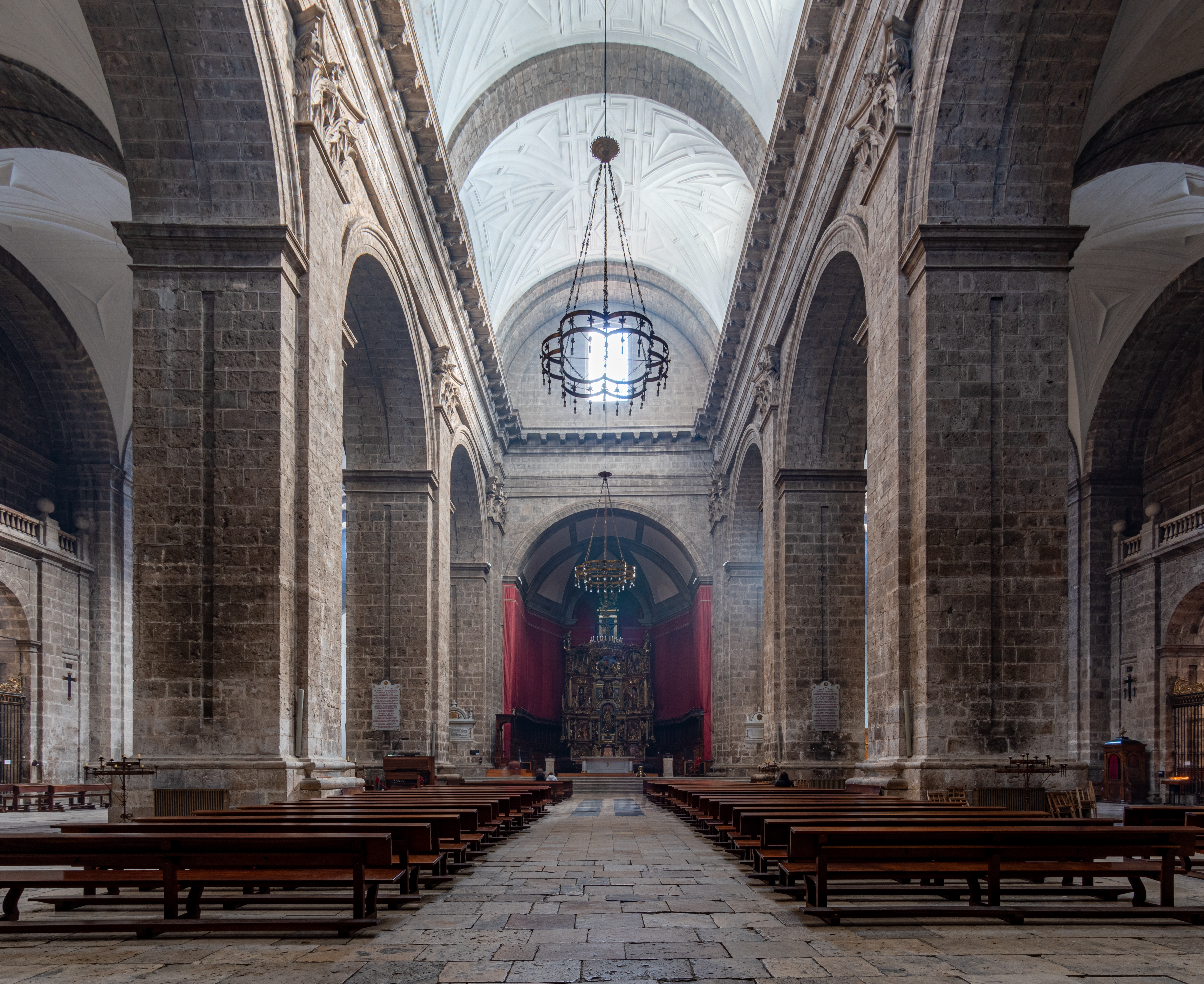
Nave del Evangelio donde pueden verse los pilares

El nuevo edificio no solo trajo aires modernos en cuanto a arquitectura se refiere, sino también en la técnica y modo de trabajar, copiando el sistema llevado en las obras de El Escorial. En primer lugar, se organizó en el entorno un gigantesco obrador o taller que dio nombre a la vía abierta delante de la fachada: calle de la Obra. Se coordinó un equipo de picapedreros (que extraían la piedra en canteras cercanas, como la de Villanubla), carreteros, canteros, carpinteros y otros oficios. Hubo un grupo de trabajo integrado por profesionales de la construcción, cuya cabeza principal era Juan de Herrera, que había diseñado los planos y había ideado la fábrica, seguido por su hombre de confianza, Diego de Praves, como arquitecto director y supervisor que tenía a sus órdenes a un maestro mayor, Pedro de Tolosa, quien a su vez había nombrado a varios aparejadores, entre los que se encontraba su hijo, Alonso de Tolosa. Pedro de Tolosa murió en 1583, sucediéndole en la maestría mayor su hijo Alonso, que se mantuvo a pie de obra hasta 1588, año en que Diego de Praves se hizo cargo de la obra como arquitecto-director y maestro mayor.
Diego de Praves replanteó todo el templo desde los pies hasta el crucero. Empezó la construcción por los pilares del lado del Evangelio y trató de embutir lo que se había construido de la colegiata gótica trazada en 1527 en el nuevo edificio. Sin embargo, los muros ya realizados del lado del Evangelio del templo de 1527 tenían una leve declinación en planta, lo que hacía problemático su aprovechamiento. Para solventar esto, Praves escribió una carta a Herrera en la que manifestaba esta cuestión, acompañándose de un plano donde se dibujaba lo que estaba hecho de la colegiata de 1527 y lo del nuevo edificio de Herrera. Solucionados estos problemas, los muros de la colegiata tardogótica se reaprovecharon, embutiéndolos en los de la obra herreriana. En 1589 se compró más piedra para labrar las basas y zócalos de los pilares interiores. En 1594 ya se estaban preparando los cimientos del crucero, que irrumpiría en el claustro de la anterior colegiata. Un año después, Felipe II iba a conseguir la sede episcopal para Valladolid, de manera que en plenas obras, el edificio pasó de seguir siendo una colegiata a ser ya una catedral. Sin embargo, faltaban todavía bastante años para su consagración, así es que la liturgia siguió celebrándose en el edificio de la antigua colegiata. En 1599, de Praves terminaba el sector del lado del Evangelio desde los pies hasta el crucero, aunque faltando la cubrición. Hacia 1600, empezaba la fachada principal (sur), haciéndose el gran arco de la misma en 1616. En los primeros años del siglo XVII se trabajaba realizando molduras y cornisas y construyendo el sector del lado de la Epístola desde los pies hasta el crucero, dejándolo también hasta el arranque de las bóvedas.

### ElsigloXVII

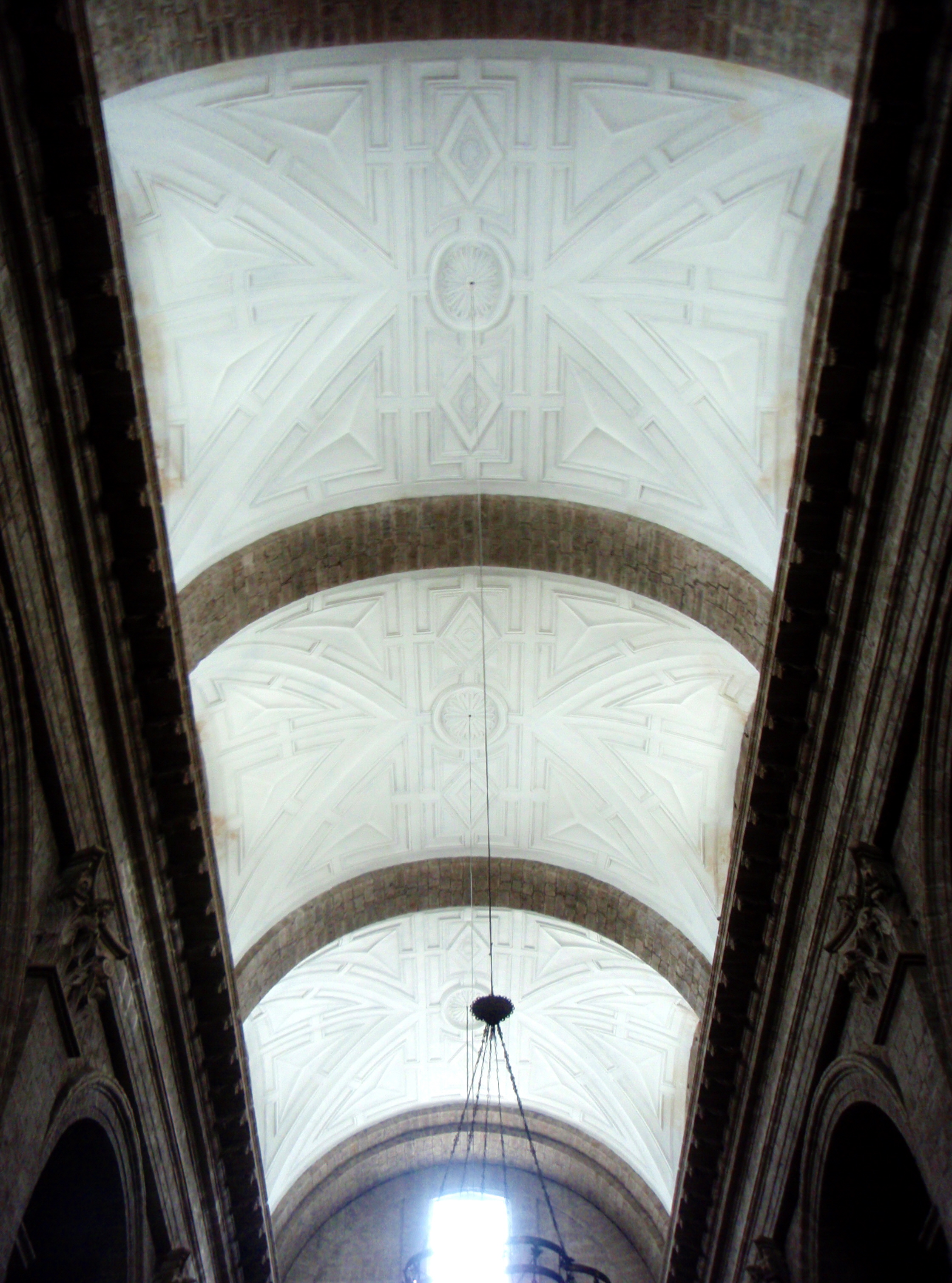
Bóvedas de la nave central de la Catedral, construidas por Francisco Tejerina entre 1662 y 1666. Puede advertirse también cómo el entablamento oculta los huecos de iluminación, con lo cual parece que la bóveda flota suspendida

En 1620 murió Diego de Praves, sucediéndole en la maestría de obras su hijo Francisco de Praves, con quien se terminaron las capillas del lado del Evangelio, haciendo sus bóvedas. En la década de 1620, Juan de la Rozadilla talló los capiteles corintios de las pilastras de la nave central y las molduras y modillones del entablamento de la nave. A la muerte de Francisco de Praves en 1637, tomó su puesto Juan de Répide, hasta 1661. Cuatro años más tarde, Sebastián Mardaz Colmenares, supervisado por Francisco Tejerina, cerró toda la nave de la Epístola con bóveda de arista y en 1662 se terminó la nave central, tapándola con bóveda de cañón corrido con lunetos y adornada con yeserías ajenas a las trazas de Herrera. Las obras se habían dilatado más de lo esperado, así que el Cabildo tomó la decisión de inaugurar la nueva catedral, aunque estuviera incompleta. El 26 de agosto de 1668, en una ceremonia de gran solemnidad, fue consagrada la parte construida de la nueva catedral, que se componía de las tres naves, las capillas del lado del Evangelio, una capilla en el lado de la Epístola y tres ábsides provisionales en el espacio en que se suponía iría el crucero.

### ElsigloXVIII
Los recursos económicos siguieron siendo escasos a pesar de las ayudas de los reyes y otras donaciones, por lo que las obras de la catedral o se paralizaban o continuaban lentas y sin grandes avances arquitectónicos. Ya entrado el siglo XVIII, se levantó la torre del lado del Evangelio, siguiendo las trazas de Herrera, aunque no demasiado fielmente. En 1713 se pudieron terminar las capillas del lado de la Epístola, todavía en estilo herreriano, a pesar de que venía imponiéndose el barroco. Sin embargo, el cuerpo alto de la fachada principal fue terminado al gusto de la nueva corriente artística, siguiendo las trazas del arquitecto Alberto de Churriguera. Los planos y dibujos de este arquitecto que se guardan en los archivos, distan bastante de la interpretación y hechura que dieron los maestros de obras correspondientes y los canteros, que no supieron estar a la altura. La fachada principal, con sus estatuas, fue terminada en 1733.

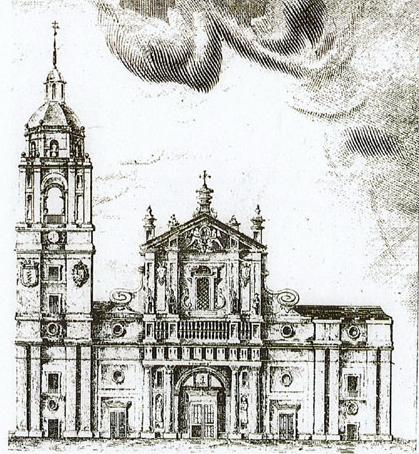
Grabado que muestra la torre levantada en el XVIII, que se derrumbó en 1841.

### ElsigloXIX
Las obras de engrandecimiento de la catedral quedaron interrumpidas en la mitad del proyecto de Herrera. Además, la torre que se había levantado a principios del siglo XVIII, se hundió en 1841, causando daños al edificio que tuvieron que ser reparados, aunque la torre jamás se volvió a levantar. A principios de año 1880, se comenzó la construcción de la torre del lado de la Epístola, que finalizó en 1890, salvo el remate actual de la cúpula y la escultura del Sagrado Corazón de Jesús que se añadieron en 1923.

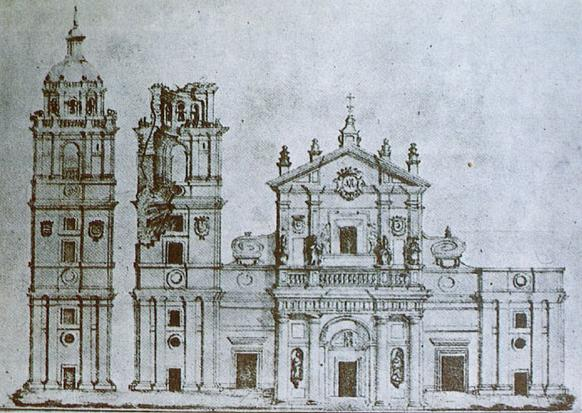
Torre levantada en el XVIII. Se vino abajo en 1841 y nunca más se reconstruyó.
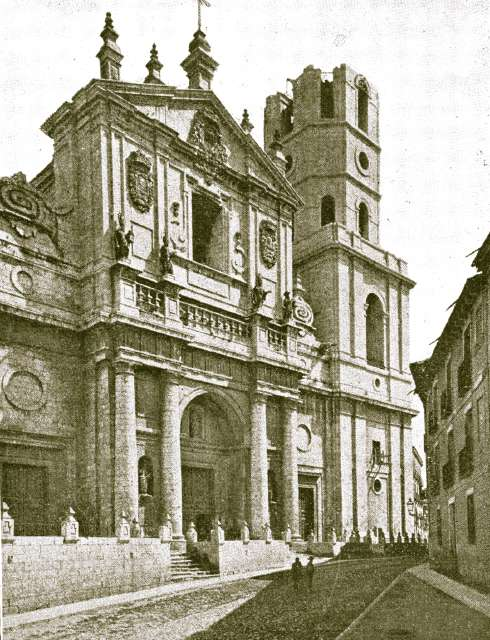
Torre en construcción, antes de 1890.

### ElsigloXX
Entre 1922 y 1928 se hicieron reformas interiores, entre otras la eliminación del coro de la nave central, la construcción de la tribuna del nuevo órgano, (para lo cual se desbarató parte del crucero que ya no servía como tal), bajo la dirección del arquitecto Ricardo García Guereta, y la instalación del retablo mayor de Juan de Juni. En 1942 se organizó un Concurso Nacional de Arquitectura para realizar un proyecto de finalización de la catedral que no se llegó a ejecutar. Entre 1962 y 1964 hubo un intento bastante afortunado de rematar en alguna medida el proyecto de Herrera allí donde había quedado inconcluso (siempre en la única mitad construida), rematando la parte alta del lado de la Epístola al exterior, y el primer cuerpo de la portada, que en teoría habría dado acceso al crucero, dirigiendo estos trabajos el arquitecto Anselmo Arenillas. En 1965 se restauraron las capillas de la antigua colegiata, salvadas de la demolición porque las obras de la catedral no prosperaron. En estas capillas se ubicó el Museo Diocesano Catedralicio.

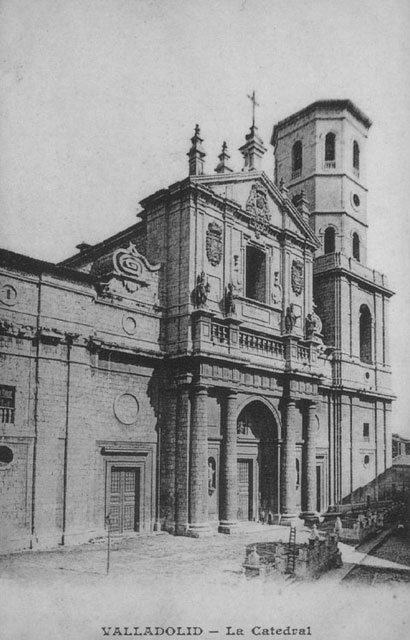
Fotografía anterior a 1923, cuando se instaló la escultura del Sagrado Corazón de Jesús en lo alto de la torre.
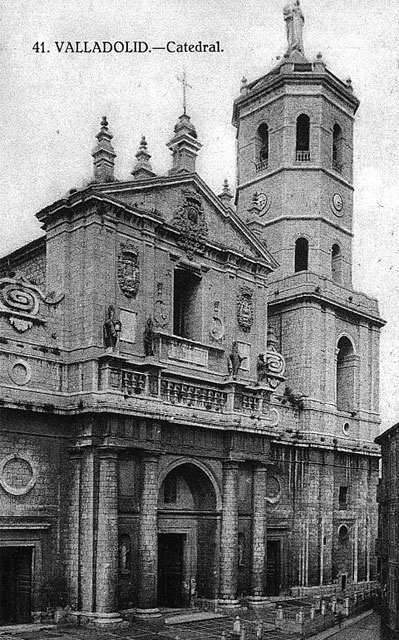
Antigua postal, posterior a 1923.
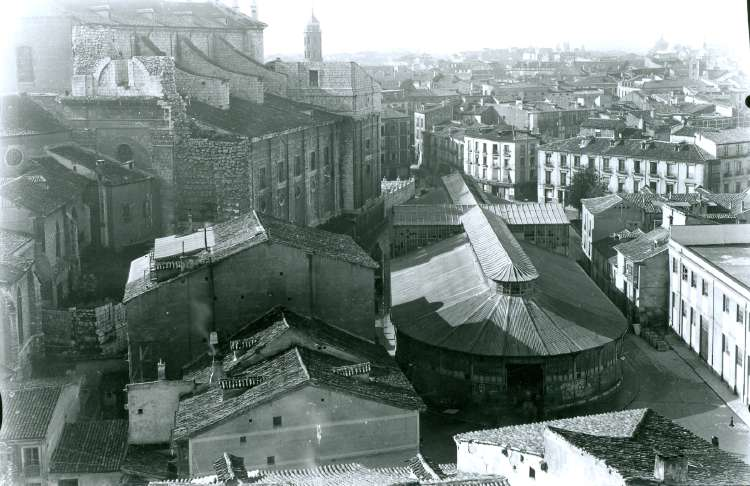
Foto antigua de la Catedral con las casas adosadas y el mercado de Portugalete, que fue derribado en 1974.
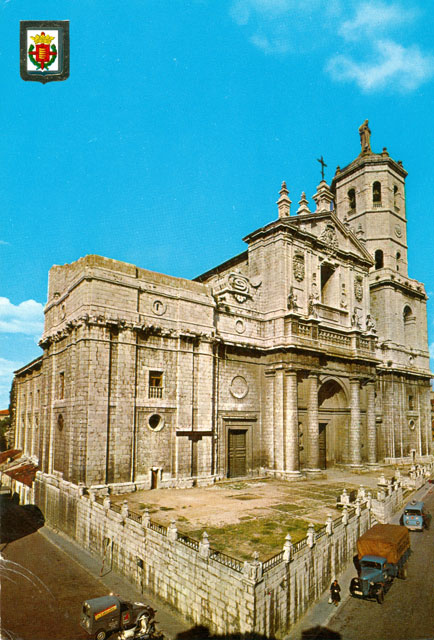
Postal de la Catedral en torno a la década de 1960
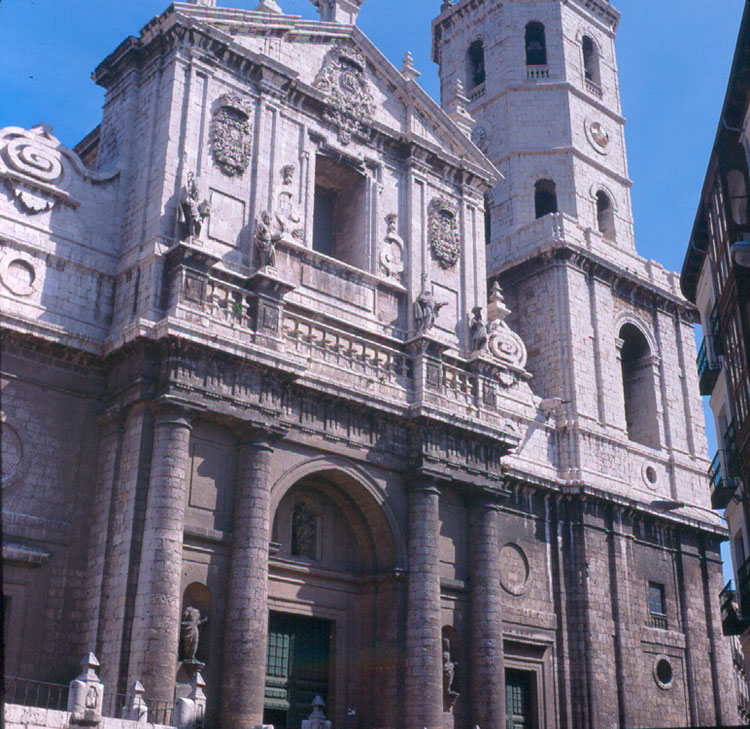
Fachada de la Catedral en la década de 1990

### ElsigloXXI
En 2005 se derribaron las últimas casas adosadas a la fachada norte que quedaban en pie. En 2008 tras dos años de obras se abre el aparcamiento de la plaza de Portugalete. En 2009 se inicia la limpieza exterior (salvo parte de la fachada oeste y los restos de la torre norte) de toda la catedral. En 2014 se inician las obras para instalar un ascensor turístico en la torre. También ese mismo año se limpia la fachada oeste y se inician los procedimientos para limpiar el primer cuerpo de la torre norte (la derruida), que fue terminado en 2015.

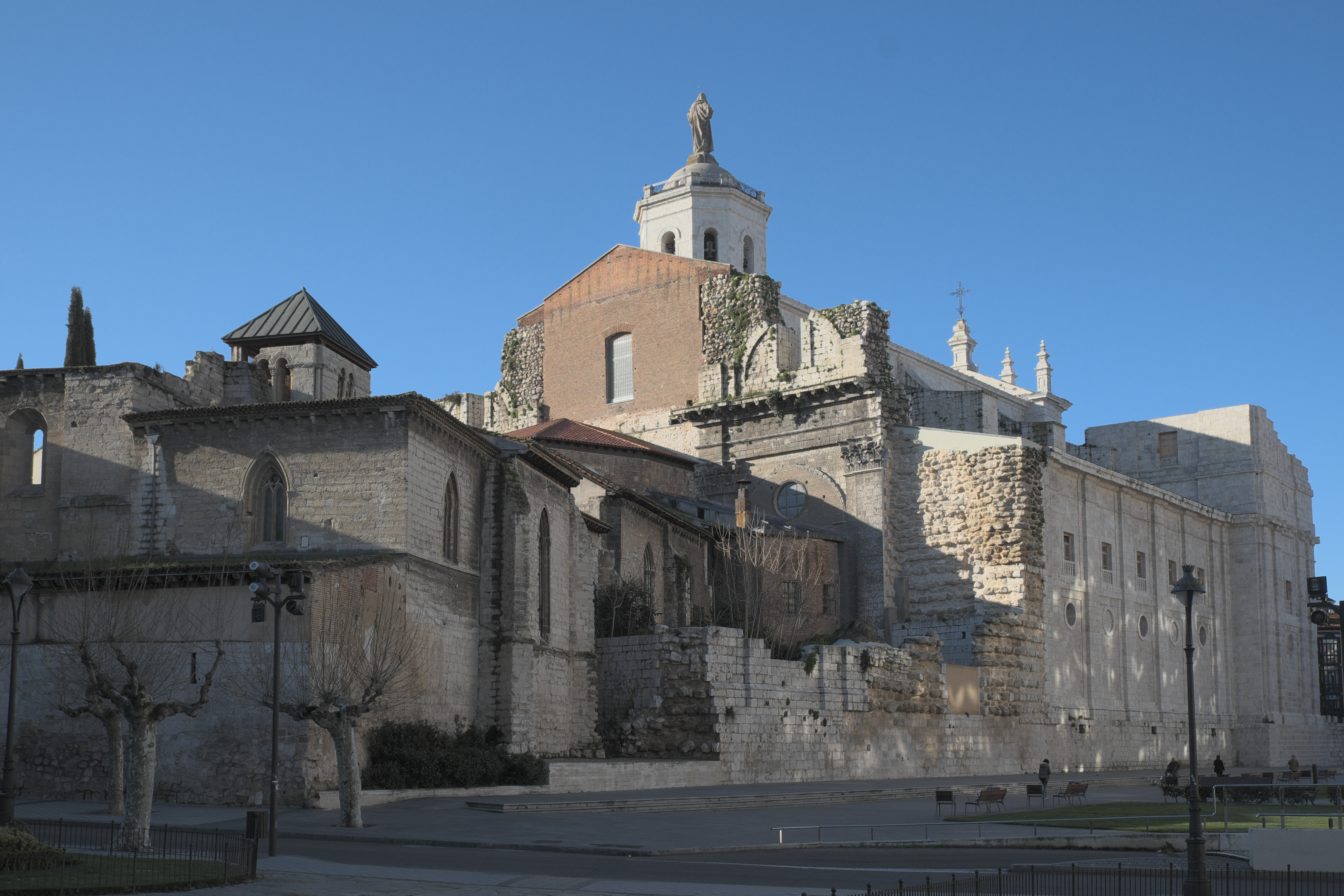
Fachada norte tras la demolición de las casas adosadas en 2005.
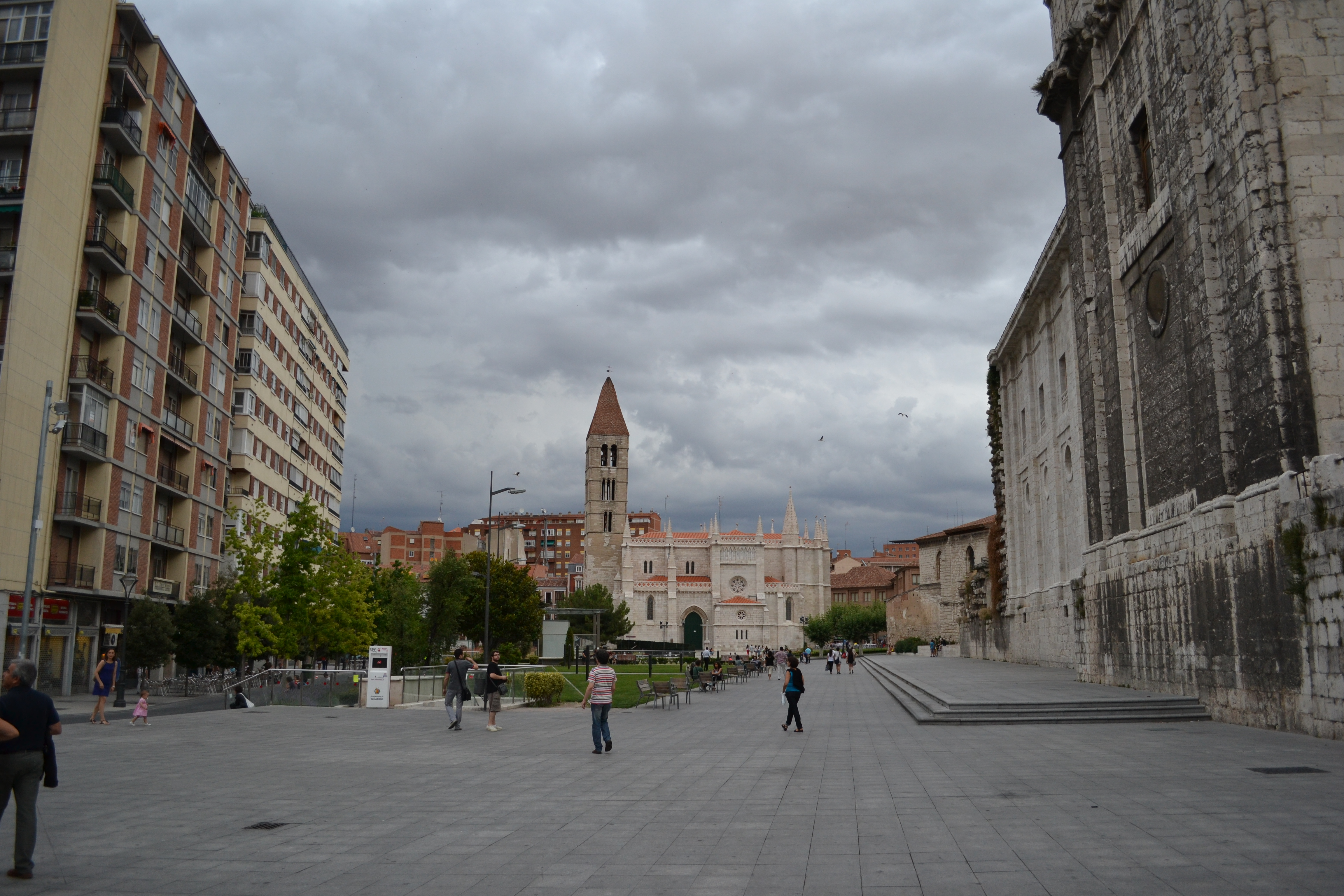
Plaza de Portugalete tras su remodelación de 2007-2008, cuando se construyó un aparcamiento subterráneo.
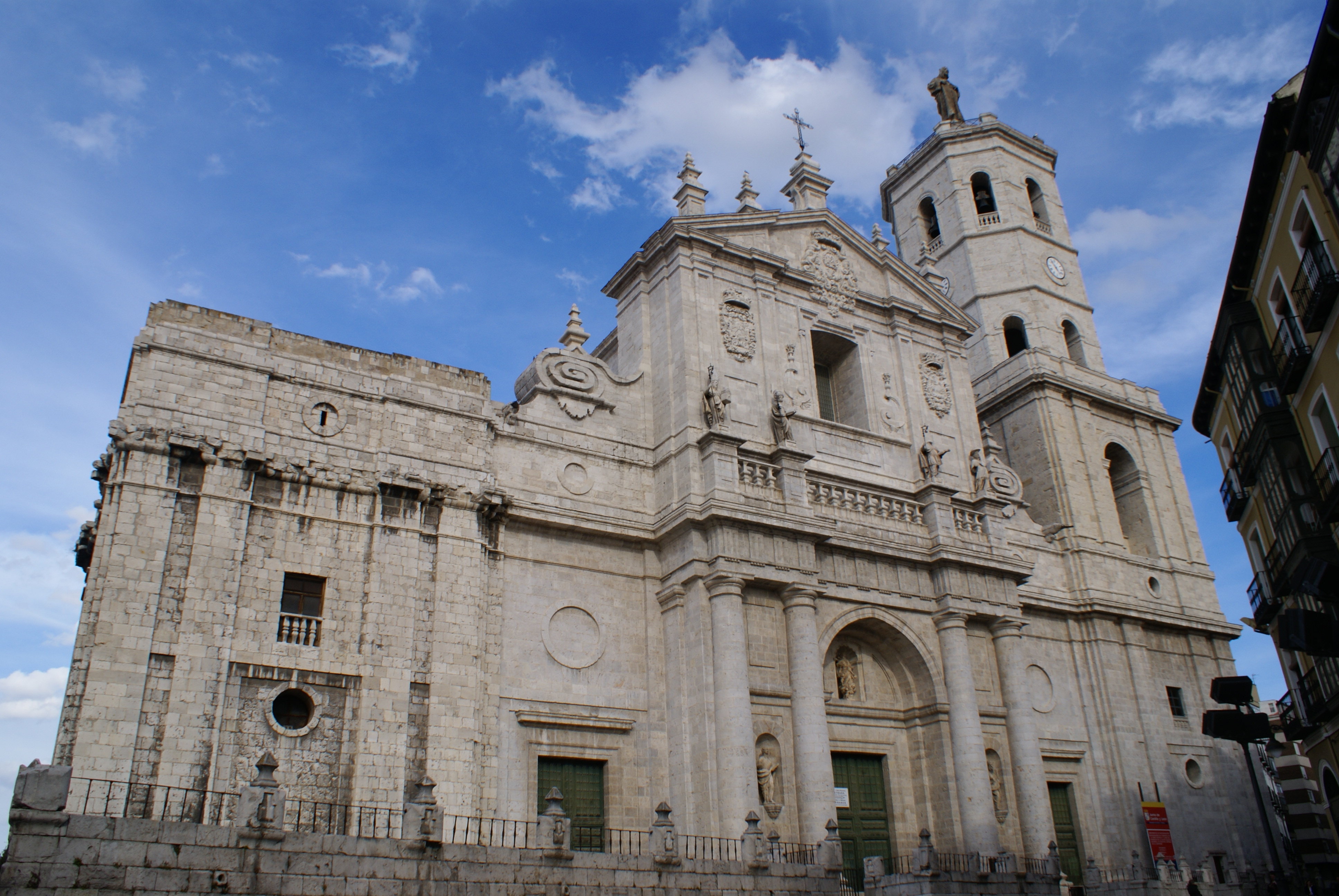
Fachada de la Catedral en 2008.
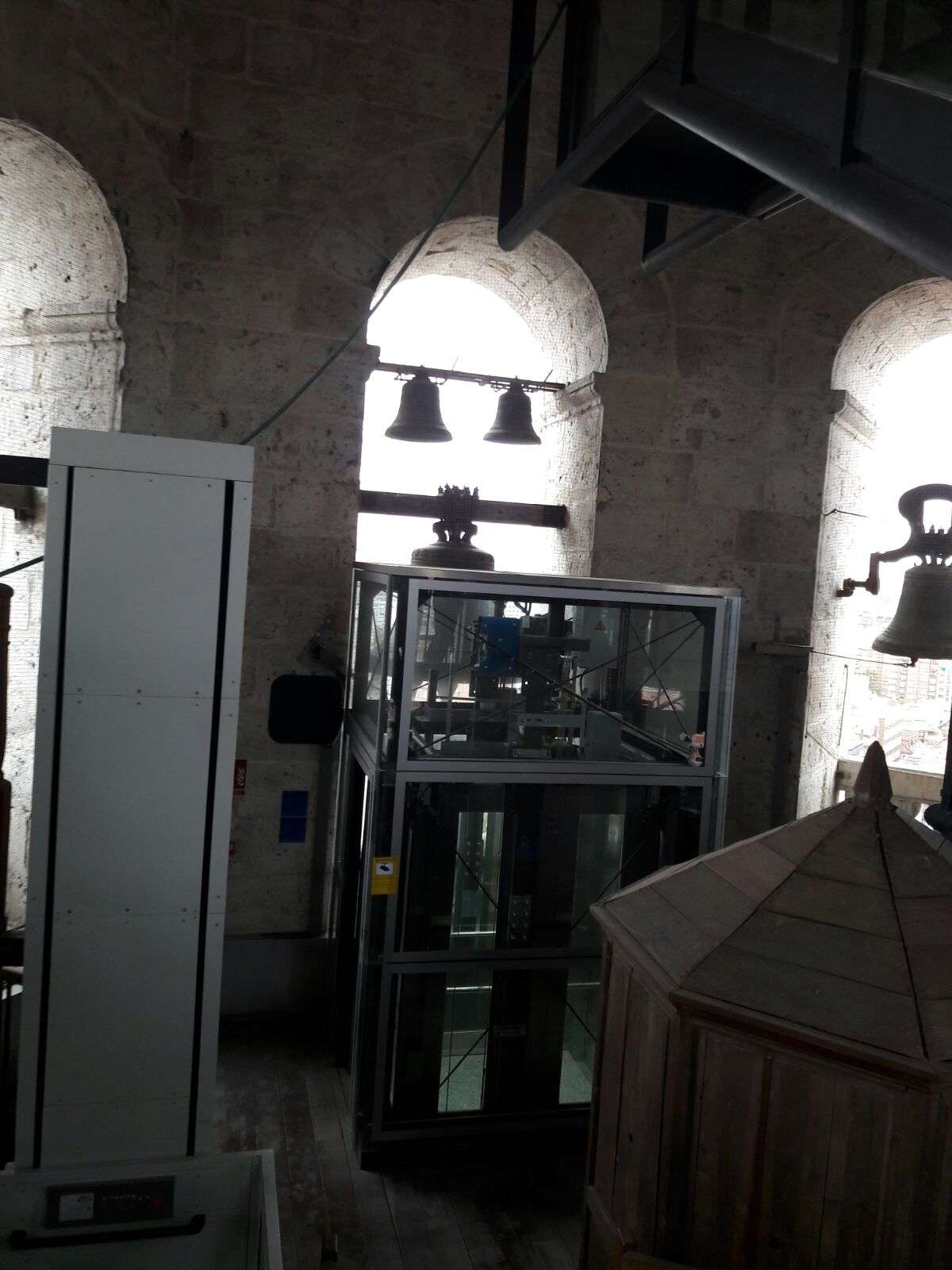
Interior de la torre de la catedral, donde se instaló un ascensor en 2014.

## Arquitectura del edificio actual
El edificio está solo construido desde los pies hasta el crucero. De la otra parte, desde el crucero a la cabecera, solo está realizada una capilla hornacina del lado del Evangelio y las cimentaciones de su simétrica del lado de la Epístola. Por ello, el edificio presenta hoy en día tres naves, separadas con grandes pilares de planta cuadrada que sujetan grandes arcos de medio punto, presentando solo cuatro tramos cada una y rematándose en tres ábsides provisionales construidos en el siglo XVII, usando ladrillo, en el lugar donde debería haber estado el crucero. A los lados del conjunto de las tres naves existen ocho capillas hornacinas (cuatro a cada lado) cerradas con rejas, que guardan retablos barrocos, rococós y neoclásicos, además de alguna muestra de escultura funeraria.
En el exterior, el edificio también solo está concluido hasta el crucero, si bien falta una torre de la fachada principal, que se hundió en 1841, y la que actualmente se conserva, fue construida entre 1880 y 1890 y no es fiel en absoluto a las trazas de Juan de Herrera. Tampoco el cuerpo alto de la fachada principal (orientada al sur) es fiel a los planos herrerianos, pues fue diseñado por Alberto de Churriguera a principios del siglo XVIII.

### Fachada sur

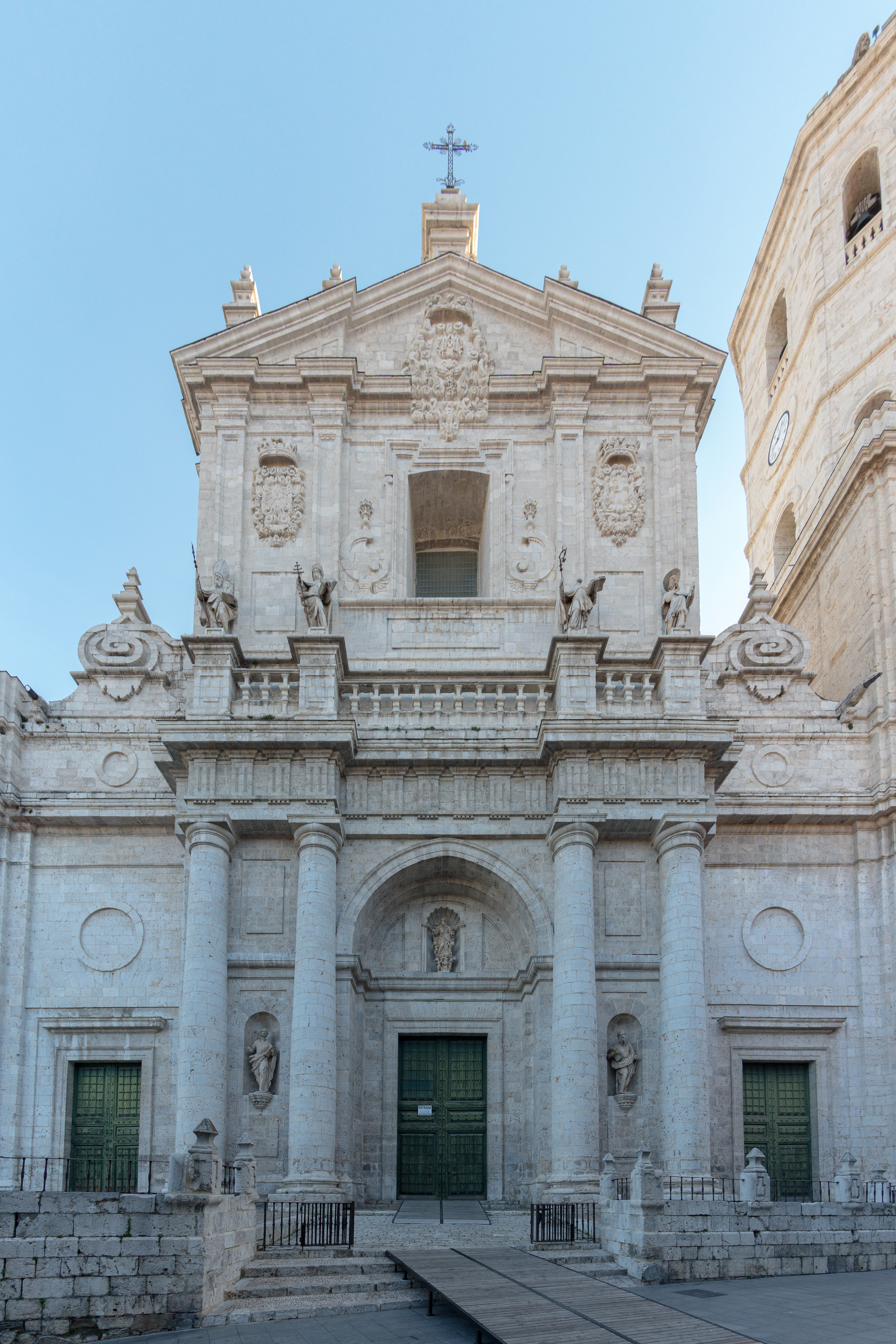
Vista del imafronte

La cuarta colegiata que terminó siendo catedral se empezó a construir por los pies, es decir por su fachada sur. La fachada está resuelta como un colosal arco de triunfo de orden dórico y distribuida en tres cuerpos centrales bien definidos:
- El primer cuerpo, presenta cuatro columnas y dos imágenes de San Pedro y San Pablo situadas en dos hornacinas excavadas en los intercolumnios. En el centro y enmarcando la puerta de entrada hay un arco formado por dos pares de columnas que soportan la cornisa con metopas y que flanquean un arco de medio punto, dentro del cual se abre la puerta adintelada. No está bien ejecutada por los canteros que materializaron los planos de Herrera, pues, aparte de no adelantarse tanto el cuerpo central respecto al resto de la fachada como está reflejado en los planos del cántabro, el gran arco tiende a ser apuntado, habiendo sido diseñado como de medio punto. En el tímpano del arco se halla una imagen de la Virgen de la Asunción, titular de la catedral. Las esculturas de San Pedro, San Pablo y la de la Virgen fueron realizadas por Pedro Baamonde en el siglo XVIII cuando se edificó el segundo cuerpo de la fachada. Sobre los capiteles de las cuatro columnas, separando los dos primeros cuerpos, se asienta un arquitrabe con friso y cornisa.[40]

Fachada sur
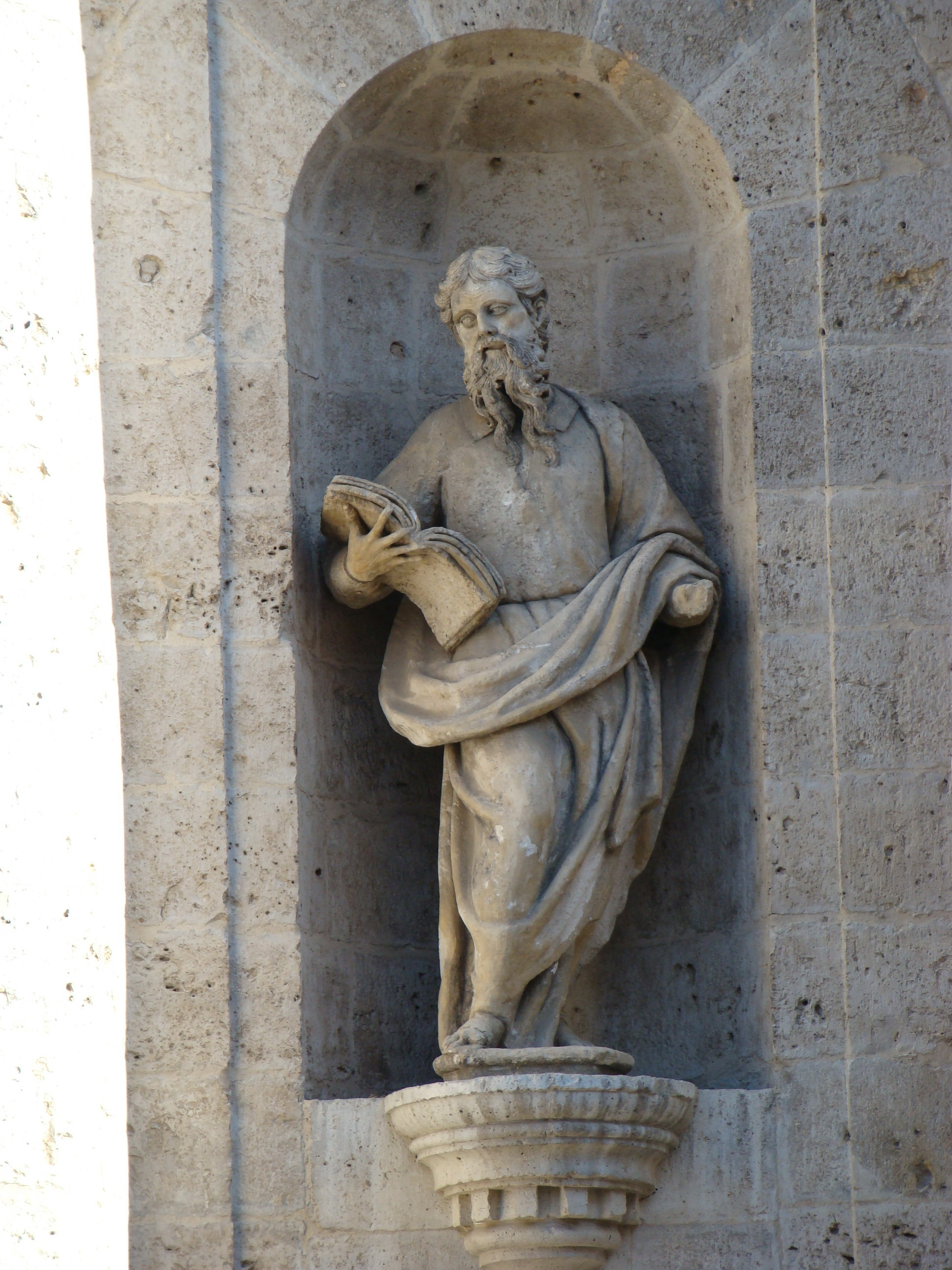
Estatua de San Pablo realizada por Pedro Baamonde en el siglo XVIII
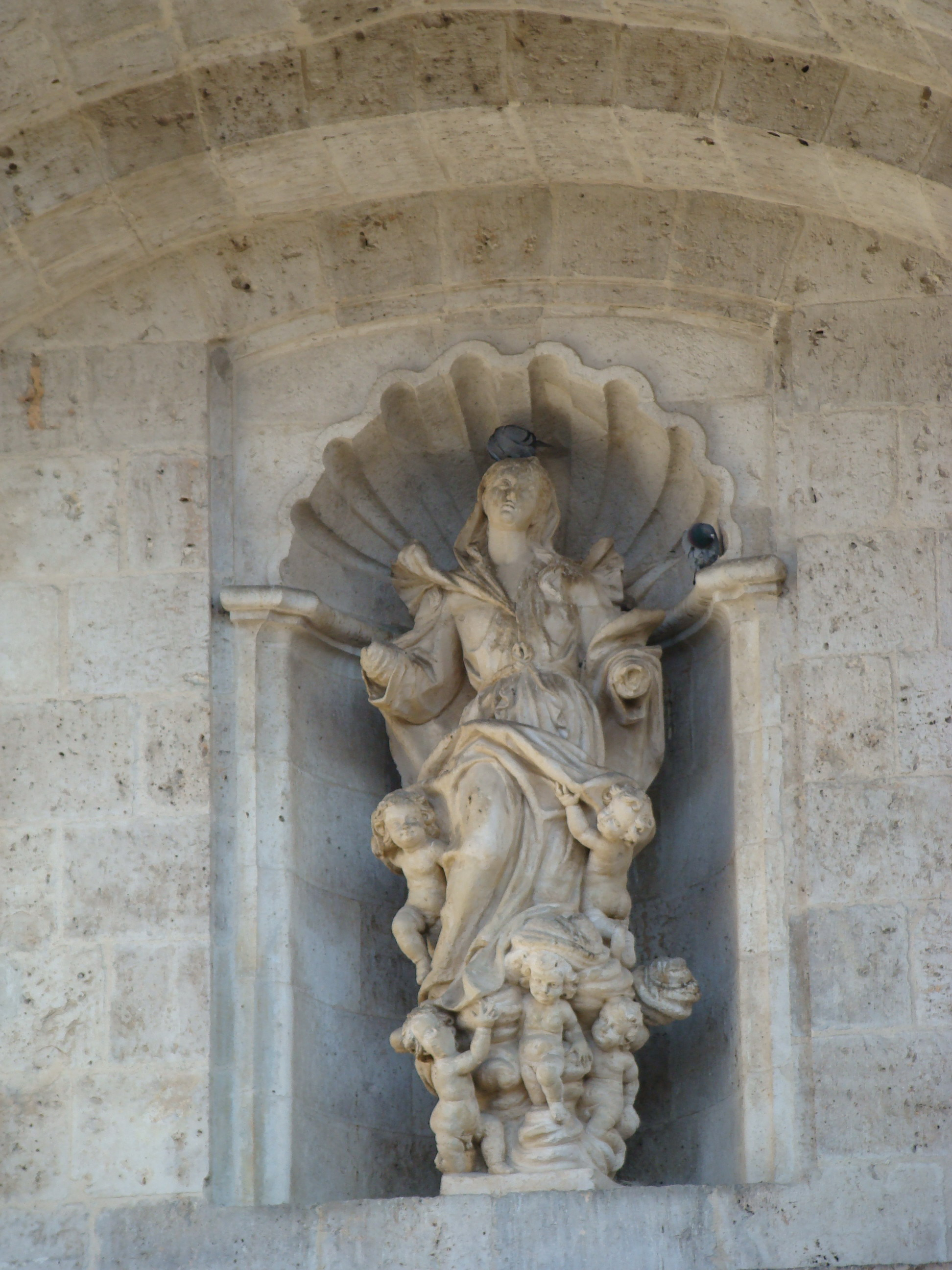
Virgen de la Asunción obra de Pedro Baamonde (siglo XVIII)
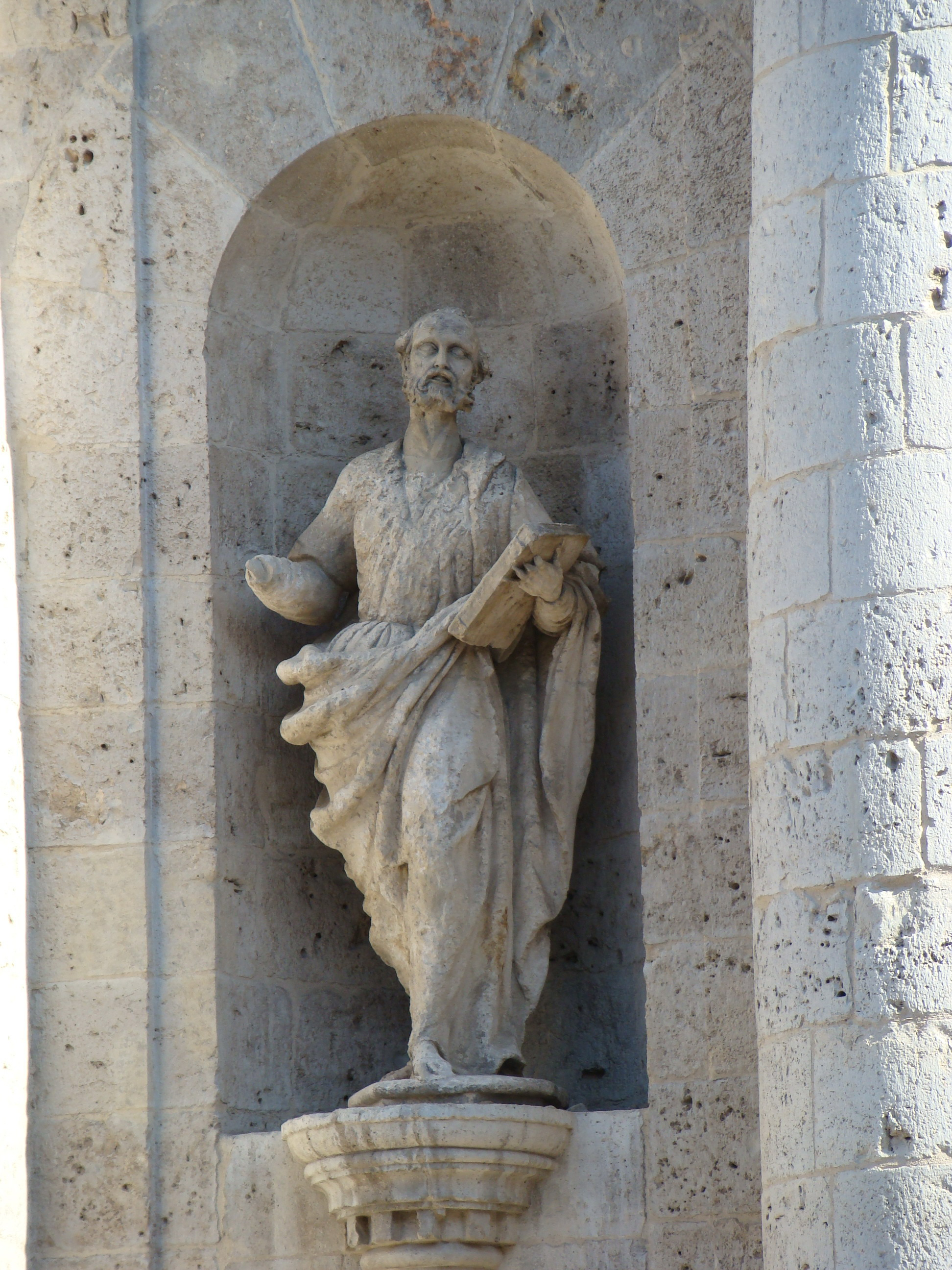
Estatua de San Pedro realizada por Pedro Baamonde en el siglo XVIII

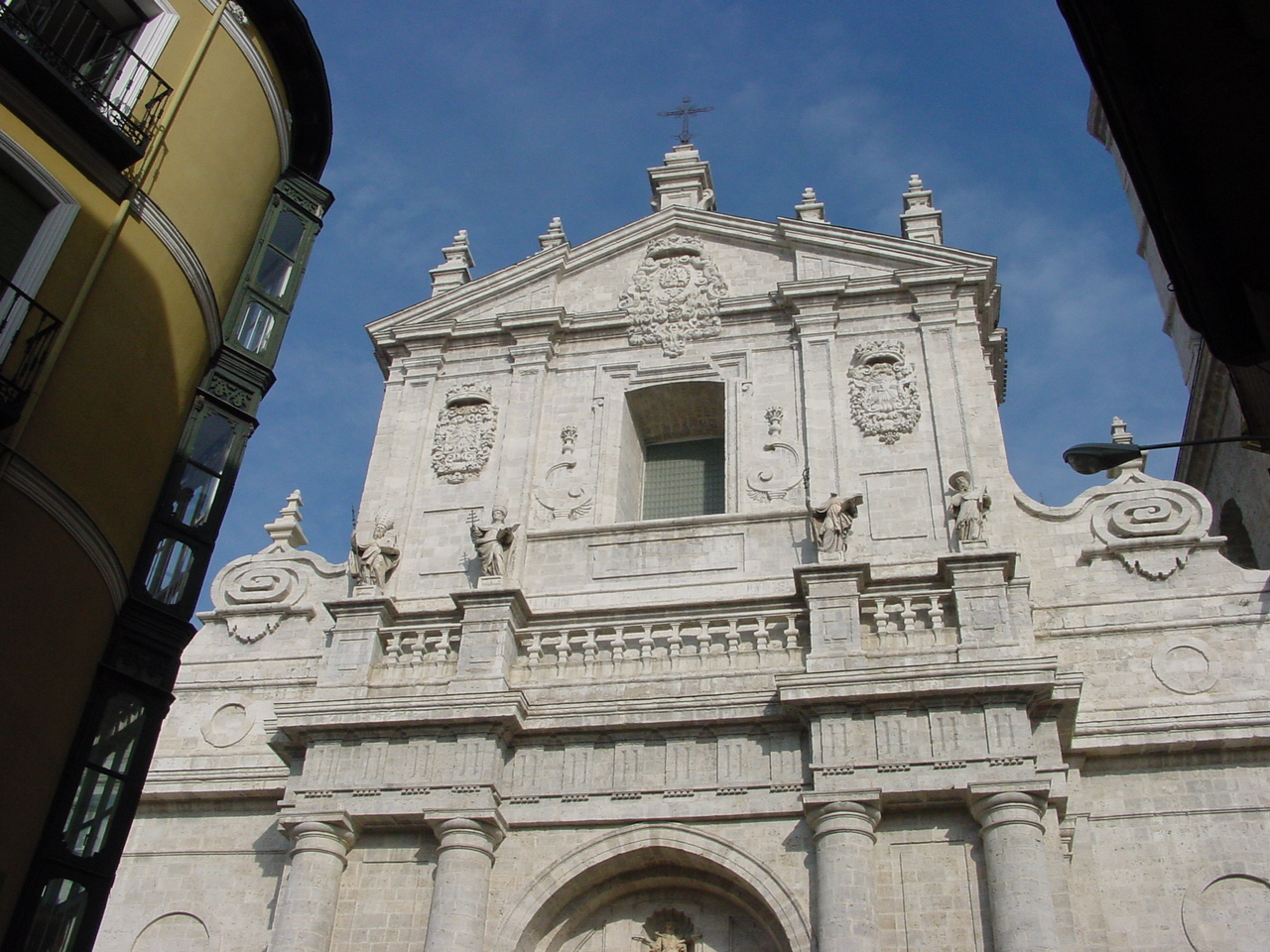
Ventana rectangular; cornisa que sirve de separación con el tercer cuerpo; balaustrada interrumpida lateralmente por cuatro pedestales sobre los que se ubican las estatuas en piedra de los cuatro doctores de la Iglesia latina; escudos con los símbolos del Sol y la Luna

- El segundo cuerpo, edificado según las trazas de Alberto Churriguera en el siglo XVIII, presenta, en altura, las mismas dimensiones que el primero.[27] Posee una gran ventana rectangular y adintelada, flanqueada por pilastras que continúan las columnas dóricas del cuerpo bajo, con los símbolos del Sol y la Luna entre ellas, temas marianos, realizados por el escultor salmantino Juan García Espinosa. Sobre la ventana se sitúa una cornisa que sirve de separación con el tercer cuerpo. Presenta una balaustrada interrumpida lateralmente por cuatro pedestales, perpendiculares a las columnas del primer piso, sobre los cuales se ubican las estatuas en piedra de los cuatro doctores de la Iglesia latina: san Ambrosio, san Agustín, obras del escultor Pedro Baamonde, san Gregorio y san Jerónimo, obras del escultor Antonio de Gautúa.[41]

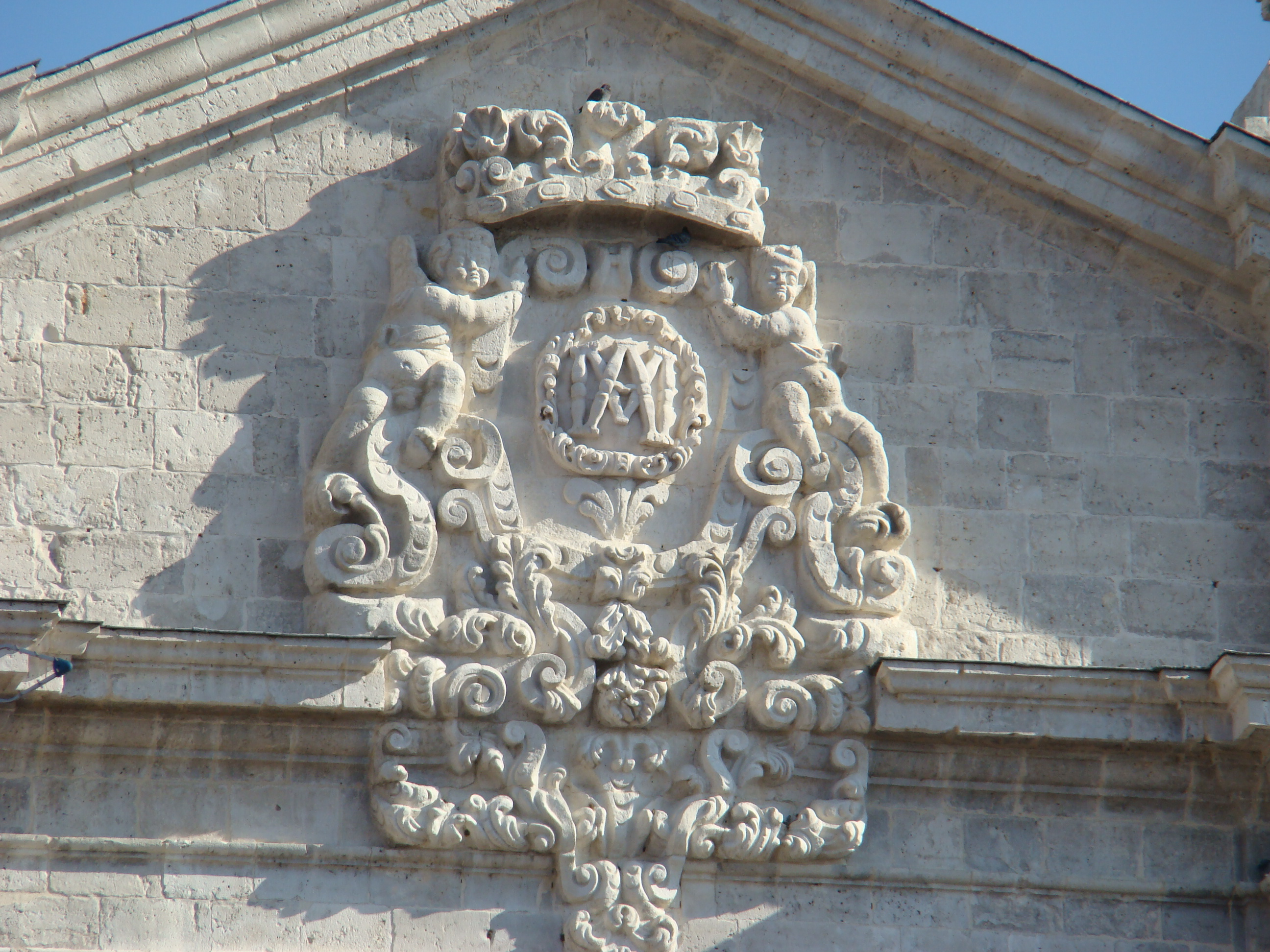
Escudo sostenido por dos ángeles con las iniciales de María

- El último cuerpo se remata con un triángulo concebido a modo de frontón en cuyo centro se ubica un escudo sostenido por dos ángeles que cobijan las iniciales de María. El tejadillo del frontón presenta cuatro pilastras barrocas, dos a cada lado, y otra de mayor tamaño en el vértice rematada con una cruz de hierro forjado.[42]

Los cuerpos laterales de la fachada presentan dos puertas que se abren a las naves menores del interior de la catedral. Sobre estas puertas se encuentra un círculo en relieve y una cornisa sobre la cual se levanta otro cuerpo de poca altura con otro círculo en relieve, de tamaño menor, terminado con un adorno en voluta o roleo de estilo churrigueresco.

### Fachada oeste
En este lado, el edificio está concluido hasta el crucero, aunque falta la torre de la fachada principal, hundida en 1841. De la fachada del crucero solo están realizados la cimentación y los arranques de los muros, pero sin el revestimiento exterior. A esta fachada habría estado pegado el claustro diseñado por Herrera si se hubiera construido.
Hubo unas casas adosadas a esta fachada que se derribaron entre la década de 1990 y 2005, siendo una de las últimas en ser derribadas la hamburguesería Vavi. En 2007 se construyó un aparcamiento subterráneo en la plaza de Portugalete, que se terminó al año siguiente.

### Fachada este

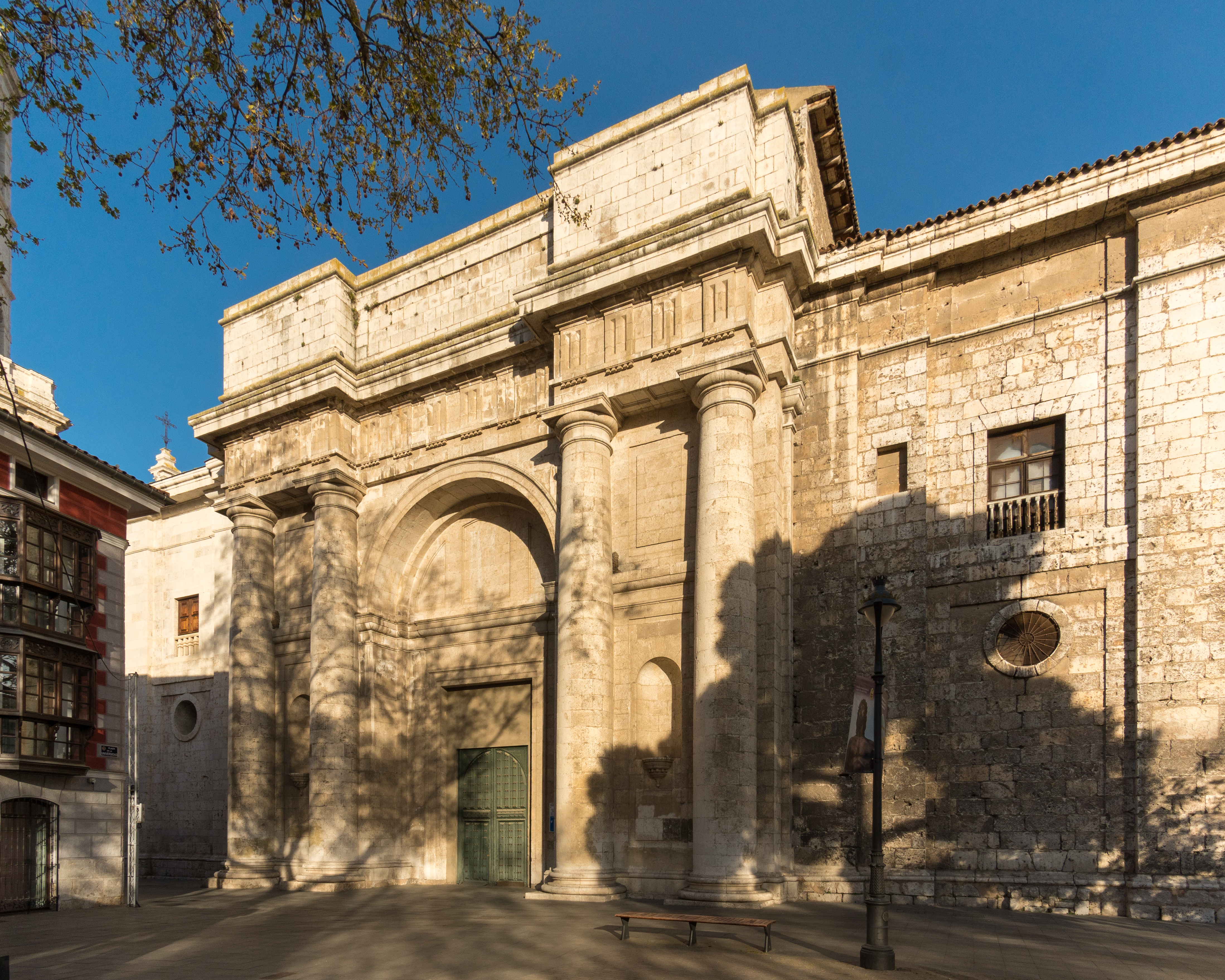
Vista, desde la plaza de la Universidad del cuerpo bajo de la fachada del crucero este, construido entre 1962 y 1964

Solo se habían construido hasta mediados del siglo XX la mitad baja del cerramiento exterior de las capillas-hornacina hasta el crucero, la parte alta que cierra la nave central, con sus contrafuertes en forma de arbotante invertido, y el exterior de una capilla-hornacina del sector de la cabecera, después del crucero, que quedaba aislada por no estar unida con el resto a raíz de que la fachada del crucero no estaba ni siquiera empezada. 
Entre 1962 y 1964, se reanudaron las obras con la idea de completar en parte el proyecto de Herrera bajo la dirección del arquitecto A. Arenillas, construyéndose la parte alta de las capillas del lado de la Epístola y el primer cuerpo de la fachada este del crucero. El resultado fue bastante satisfactorio. La fachada del crucero, semejante al cuerpo bajo de la fachada sur, presenta cuatro gruesas columnas, arco de medio punto que cobija la puerta de entrada y un entablamento con cornisa. Sobre este cuerpo existiría otro, que no está realizado, con una gran ventana flanqueada por dos pares de pilastras y coronado con frontón con bolas a modo de acroteras.

### Fachada Norte

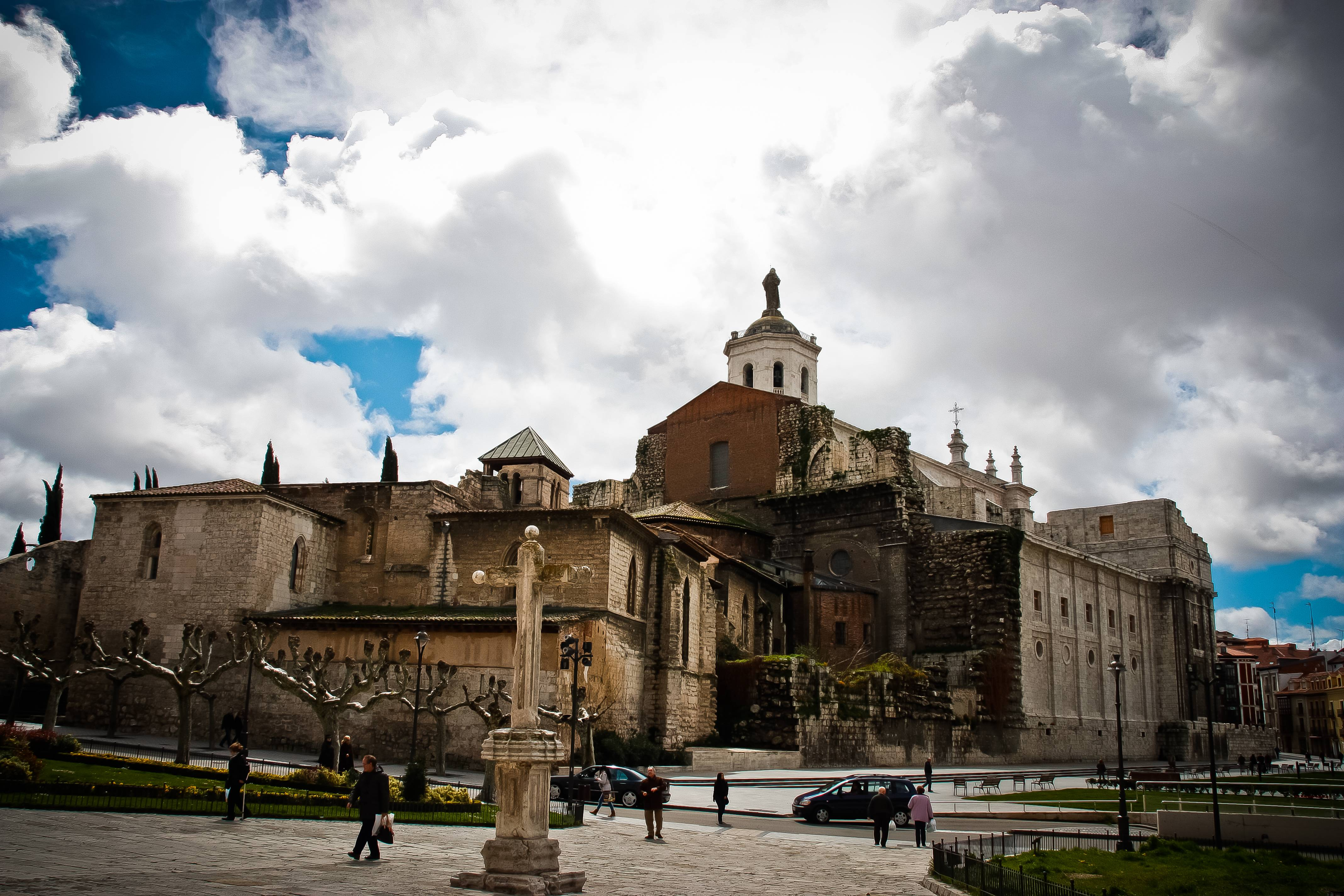
Vista parcial de la zona donde debería estar la fachada norte, se observa los restos de la segunda Colegiata

Nunca fue construida tal fachada. Aunque desde el exterior no puede verse, esta parte de la catedral es una mezcla entre las ruinas de la colegiata y zonas de lo que pudo ser el crucero de Herrera. Lo construido del templo herreriano se remata por este lado con un muro de ladrillo que cierra la nave central a la altura del crucero y los tres ábsides que rematan las naves. Por encima se ven los muros sin terminar de lo que hubiese sido el interior del crucero, con el gran entablamento corintio, los capiteles y los huecos termales sin cerrar.

### Torres

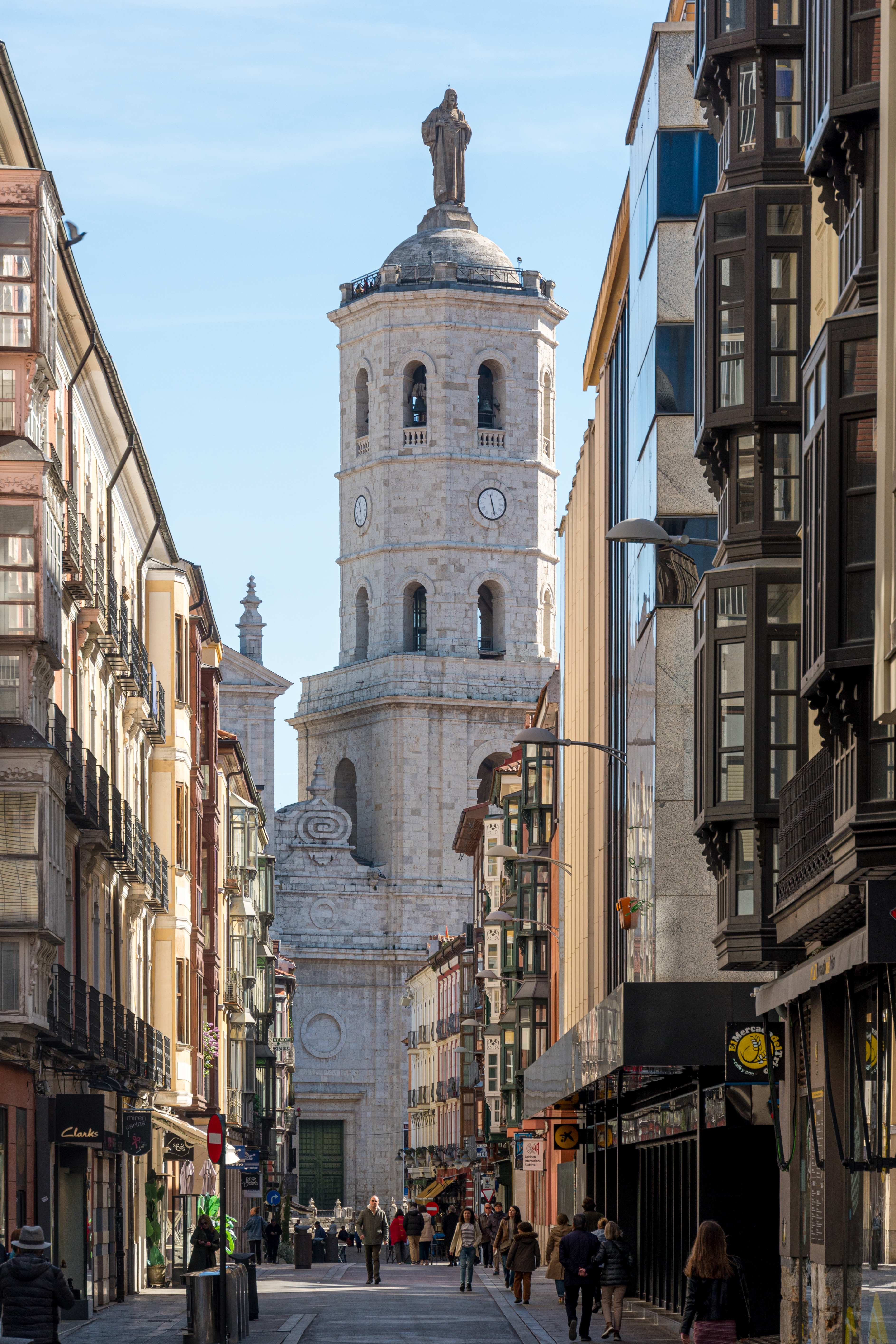
Torre de la catedral, construida entre 1880 y 1890. La cúpula de coronación y la estatua monumental del Sagrado Corazón de Jesús fueron añadidas en 1923

Juan de Herrera había concebido para la catedral la construcción de cuatro torres, dos en las esquinas de la fachada de los pies y dos más bajas en las esquinas de la cabecera. Estas dos últimas nunca llegaron a construirse y de las otras dos solo se levantó la del oeste. En su alzado, según los planos, las torres constan de tres cuerpos que se rematan en media naranja y linterna. El tercer cuerpo había de servir como campanario.
Entre 1703 y 1709 se levantó la torre del lado del Evangelio, siguiendo las trazas de Herrera y dirigiendo las obras el maestro de cantería Antonio de la Torre. Años más tarde, sustituyendo a la cúpula de media naranja pensada por Herrera, se le añadió un piso más, ochavado con huecos donde se albergaron las campanas, en un número mayor de lo previsto y rematado con cúpula de cascos y linterna. La torre empezó a dar problemas, y a lo largo del siglo XVIII se hicieron tres reparaciones, hasta que en el siglo siguiente, en 1841, se desmoronó toda la parte de arriba, arrastrando gran parte del tercer y segundo cuerpo. Las ruinas corrían peligro de desplome, así es que las autoridades se decidieron por su derribo hasta la altura del primer cuerpo, que se mantenía sólido y firme.
A raíz de esta caída se proyectó el alzado de la otra torre del lado de la Epístola. Habrá que esperar hasta 1879 para que empiecen las obras de la nueva torre. Las trazas de Iturralde se basaban en las de Juan de Herrera, con la alteración de la coronación ochavada, pero suprimiendo por economía el segundo cuerpo de la torre ideada por Herrera, es decir, el cuerpo que tenía en sus alzados dos ventanas superpuestas. Al terminarse el primer piso del cuerpo ochavado, se inauguró con solemnidad el 4 de abril de 1885. Hubo entonces numerosas críticas ante la escasa esbeltez de la torre y su poca altura, con lo que Iturralde se vio obligado a construir sobre lo edificado dos cuerpos ochavados más: uno con el reloj y otro con una nueva sala de campanas, similar a la del primer piso (ya construido en ese momento) del cuerpo ochavado. Todo esto se realizó entre 1886 y 1890, año en el que la torre se remató con un torpe tejado y un pararrayos. Por motivos económicos, hasta bien entrado el siglo XX no se culminó la obra con la instalación del reloj en 1911 y la colocación de la estatua del Sagrado Corazón en 1923.

## Interior

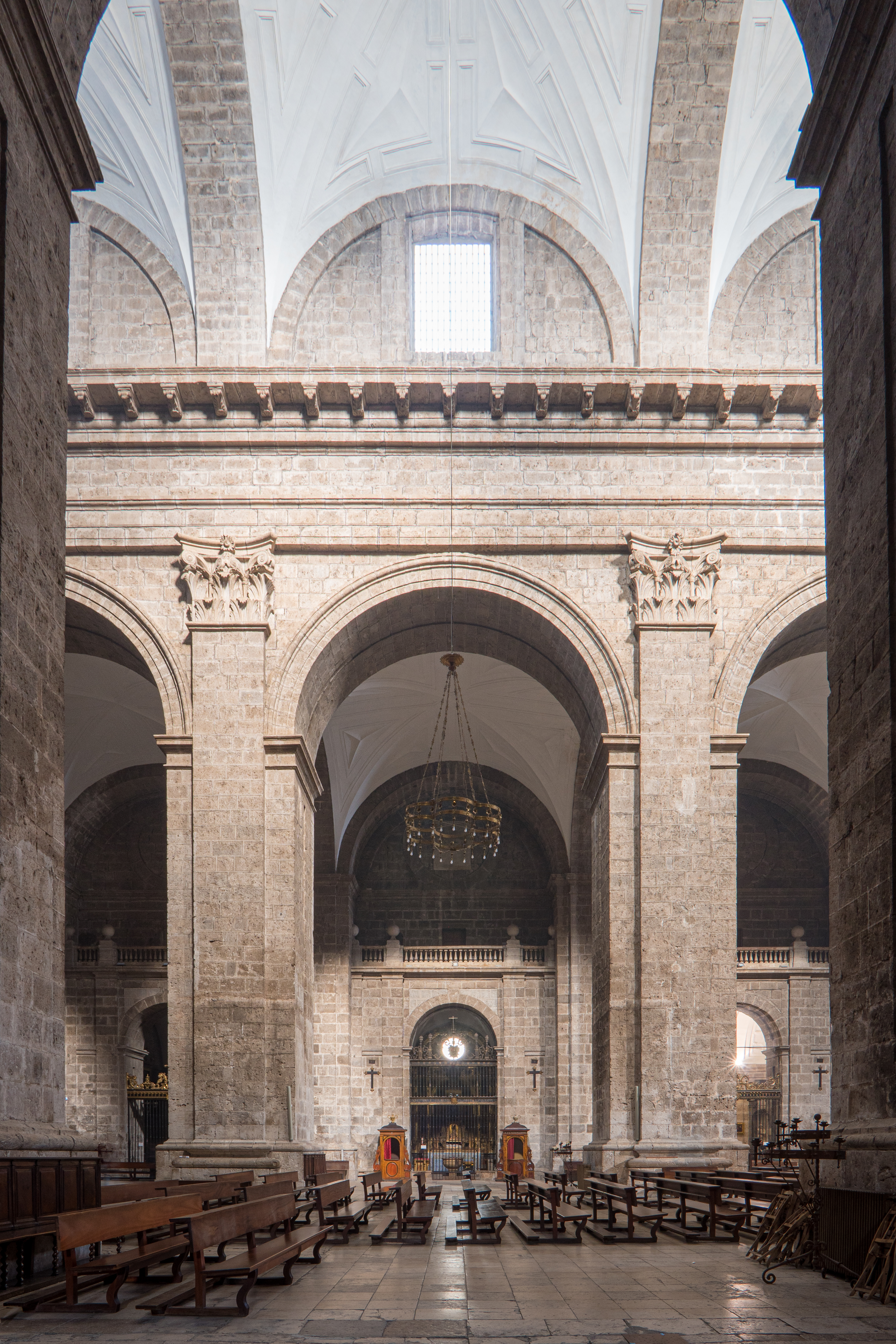
Alzado de un tramo de la nave central, con los grandes pilares de 13 pies de lado y las pilastras adosadas que sujetan el gran entablamento. Al fondo se ve el cierre de las naves laterales, con las capillas hornacinas con su pequeño óculo de luz

El estilo de la catedral de Valladolid es purista y sobrio y se corresponde con el más típico clasicismo herreriano, lo cual se demuestra tanto en su arquitectura como en la decoración.
La catedral presenta actualmente tres naves de cuatro tramos rematadas con ábsides en el lugar donde hubiese estado el crucero. En el interior, filas de pilares con pilastras adosadas de orden corintio sujetan hileras de arcos de medio punto. Las naves están cubiertas por bóvedas de arista.
El crucero ideado por Herrera no existe como tal porque fue convertido en espacio para la capilla mayor y dos laterales. Solamente del crucero quedan construidos algunos muros y el cuerpo bajo de su fachada del lado de la Epístola, al Este; en la estancia llamada Vestíbulo del museo catedralicio puede verse el arranque de uno de los arcos torales que se iban a construir. El espacio de lo que pudo ser este crucero tiene la misma longitud que el ancho de las tres naves, por lo que no sobresale a los lados del templo. En sus extremos desemboca en dos portales pero solo está realizado, con puerta de acceso y gran portada, el cuerpo bajo del correspondiente al lado este, como ya se ha dicho. Entre los contrafuertes de cada nave del templo se encuentran emplazadas cuatro capillas.

### Capilla Mayor

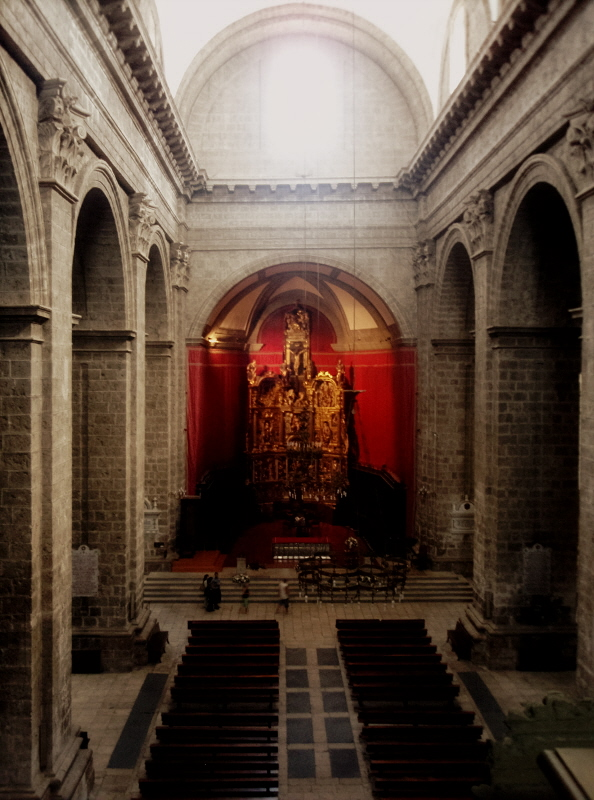
Vista del interior desde la tribuna del órgano, a los pies de la nave central. Al frente la capilla mayor "provisional" del con el retablo de Juan de Juni

Se encuentra en el presbiterio, en el ábside central. Sus paredes están tapizadas con damasco carmesí y contiene el retablo mayor, obra de Juan de Juni, que fue trasladado desde la cercana iglesia de La Antigua, la sillería y un facistol del siglo XVII, obra de Cristóbal Ruiz de Andino. En el centro hay un altar adornado con un frontal que presenta un trabajo de repujado en plata, obra barroca del siglo XVIII.

#### Los retablos
La capilla mayor ha tenido tres retablos diferentes a lo largo de su historia. El primero fue colocado en 1670, el segundo en 1865 y el tercero en 1922, cuando por motivo de las obras en la iglesia de Santa María La Antigua se trasladó desde esta iglesia el retablo de Juan de Juni, que quedó definitivamente en la catedral.
El primer retablo de 1670, era una especie de tabernáculo o baldaquino y fue construido por los ensambladores Pedro de Cea y Juan de Medina Argüelles con esculturas de José Mayo y Pedro Salvador y una pequeña imagen de la Asunción que en el año 2008 se encuentra en la capilla de San Pedro.
El segundo retablo, que sustituyó al anterior y que se mantuvo hasta 1922, procedía de la iglesia de Arrabal de Portillo, fue cedido por el cardenal-arzobispo de Valladolid Juan Ignacio Moreno el 6 de julio de 1865. Su instalación se celebró con Salve Solemne la víspera de la fiesta de la Concepción (según consta en las Actas Capitulares). Era un retablo dorado, con cuatro columnas salomónicas, al que se le añadió una pintura de la Asunción del pintor Zacarías González Velázquez, que fue ampliada en sus costados por el pintor vallisoletano Pablo Berasátegui, para amoldarse al hueco que ya tenía el retablo. En los intercolumnios del retablo estaban las imágenes de Pedro y Pablo. También había un lienzo apaisado con Santiago Apóstol. Tenía una tarjeta circular festoneada de nubes y cabezas de ángeles, que servían como marco al anagrama de María que era dorado sobre fondo de azul claro, acompañado de cuatro jarrones perpendiculares a las columnas del tercer cuerpo. Detrás del tabernáculo había un nicho abierto en el muro y cerrado con verja de hierro; dentro había una urna de plata con la inscripción:

Corpora S. S. in pace sepulta réquiem in spe.

Este retablo barroco fue cedido en 1922 a la iglesia del monasterio de San Benito el Real, en Valladolid, donde actualmente se conserva, aunque la pintura de la Asunción de Zacarías González Velázquez se quedó en la Catedral, conservándose hoy en la Capilla de San Pedro Regalado.
El tercer retablo, que es el que perdura, procede de la iglesia cercana de Santa María de la Antigua; fue necesario sacarlo de allí por motivo de las obras que se iban a realizar en esta parroquia en 1922. Es el retablo que Juan de Juni contrató para Santa María de la Antigua en 1546 además de seis sitiales adosados al mismo y formando un todo y que subsisten en la catedral tal y como lo concibió Juan de Juni.

#### Historia de la creación del retablo de Juan de Juni
El 12 de febrero de 1545, el escultor Juan de Juni se reunió con los canónigos y parroquianos de la iglesia de Santa María de la Antigua de Valladolid para concertar las condiciones para la elaboración del retablo mayor: condiciones, materiales, medidas, esculturas, temas, etc. El escultor se comprometía también a:

[…] pintar y estofar de oro, colores, todo muy bueno, y por mano de oficiales, los que mejor lo supieran hacer [...]

Se estableció un tiempo de seis años a partir de la firma del contrato (1546) y un precio de 2400 ducados. Pero el acuerdo no pudo seguir adelante porque el escultor Francisco Giralte entabló un pleito en contra de Juan de Juni, que duró hasta 1550, fecha en que la Chancillería se pronunció a favor de Juan de Juni. El proceso, del que se guardan todos los documentos y firmas de testigos y declarantes, fue largo y desagradable. El estudio exhaustivo que hizo José Martí y Monsó a la vista de todos los legajos que sobre este pleito había descubierto el historiador Isidoro Bosarte (1747-1807) puso de manifiesto el origen de este pleito y el por qué de tanta insistencia, sobre todo por parte de los seguidores del escultor Giralte que se vio inmerso en esta historia como un simple instrumento sin demasiada convicción.
Cuando la iglesia de Santa María de la Antigua repartió los edictos para poner en conocimiento la pretensión de un nuevo retablo, ningún artista se presentó salvo Juan de Juni que inmediatamente enseñó su proyecto. Todos estuvieron de acuerdo (el provisor Juan de Balboa puso algunas pegas por el gran coste que suponía) y la obra habría seguido adelante si no se le hubiera tratado de imponer a Juan de Juni una última condición que no aceptó: tenía que tomar como ayudante o colaborador para pintar el retablo al pintor Vázquez y a un cuñado de este llamado Ribera, protegidos de algunos fieles parroquianos de bastante influencia. Juan de Juni no aceptó, alegando que puesto que se había comprometido a realizar la obra quería tener la libertad de escoger a sus pintores y salir fiador de ellos. Ante la negativa, los interesados consiguieron detener la ejecución del contrato y buscaron a Giralte para que presentara una nueva traza y exigiese que le otorgaran la ejecución del retablo. Aquí empezó el litigio que, como se ha dicho más arriba, terminó en 1550 sentenciando la Chancillería a favor de Juan de Juni.

#### Descripción del retablo

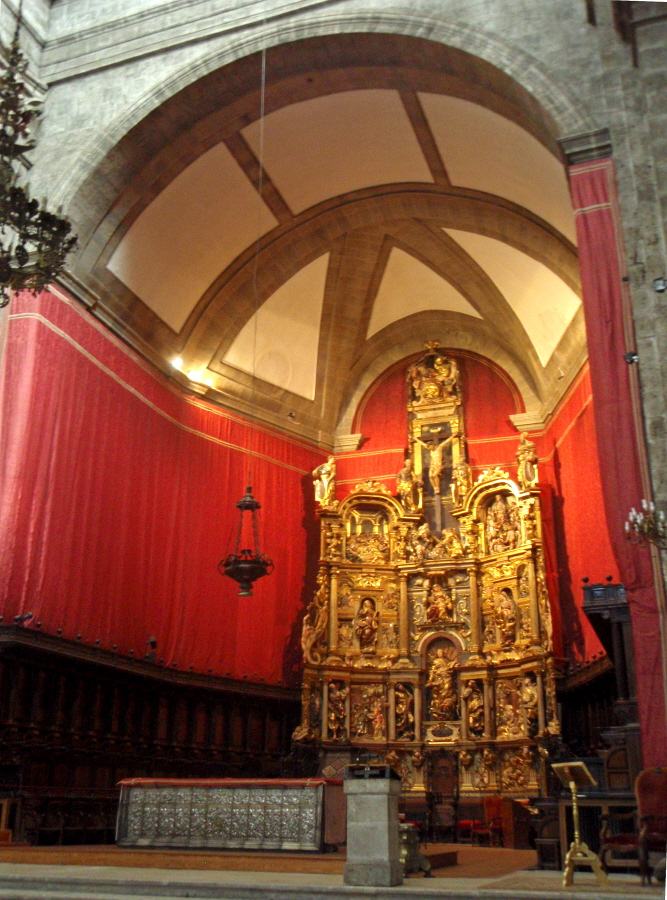
Capilla mayor, con la sillería de coro clasicista, el retablo de Juan de Juni procedente de La Antigua y el altar con frontal de platería

Las medidas y estructura del retablo se adaptaban perfectamente al ábside de Santa María de la Antigua para quien fue pensado y proyectado; en la catedral resulta ligeramente disminuido. Está considerado como una gran obra de Juan de Juni que expresó en él todo su saber clasicista, huyendo del encasillamiento convencional renacentista. Por eso puede verse como novedad cómo están divididos los compartimentos para las figuras aisladas y cómo los tableros de composición no se repiten simétricamente de arriba abajo sino que están intercalados en los distintos cuerpos.
El retablo está dedicado a Santa María, por lo que presenta escenas de la vida de la Virgen y de Cristo. Está dividido en predela y tres cuerpos más el ático. En los dos primeros cuerpos las columnas de orden compuesto sirven de separación (o de marco) para las distintas figuras de santos esculpidas en busto redondo. Los fustes no presentan ninguna ornamentación de grutescos, como todavía se venía haciendo, siendo este detalle bastante criticado por algunos personajes de la época. El tercer cuerpo no tiene esculturas enteras sino relieves que sobresalen bastante, contrastando con los relieves del segundo cuerpo que están alrededor de las figuras y que sobresalen muy poco.
En los intercolumnios se hallan las figuras de san Andrés, san José, san Joaquín y san Agustín. Tienen la originalidad de que la cruz de San Andrés se asoma por detrás de la columna, en el hueco siguiente y lo mismo ocurre con el báculo de san Agustín. En palabras de Martí y Monsó, el escultor Juan de Juni en esta obra llegó a dar:

[...] el sello especial de grandiosidad ampulosa, de movimientos decididos y violentos con semblantes expresivos, y conocimiento profundo de la anatomía artística [...]

#### Coro
La sillería de coro no está colocada en la nave, sino en el presbiterio, al contrario que muchas catedrales españolas, mientras que el órgano se halla en una tribuna alta a los pies. Sin embargo, cuando se construyó en 1667, se situaron los sitiales en el centro de la nave mayor, con los órganos a los lados, según costumbre de la arquitectura religiosa española, ocupando el espacio entre los pilares segundo y tercero a partir de las gradas del presbiterio. La primera sillería que tuvo fue la proveniente de la antigua colegiata, de estilo tardogótico, realizada en el siglo XV y que estaba situada en aquel primer edificio en una tribuna a los pies. En el siglo XVII, hubo necesidad de hacer nuevos sitiales al pasar de la Colegiata gótica al templo herreriano. Esta sillería se utilizó hasta los primeros años del siglo XIX, cuando se sustituyó por otra, desmembrándose la tardogótica, que fue arrinconada y guardada en huecos de diversas capillas. Algunos de los paneles de madera finamente tallados que servían de respaldos, fueron utilizados como batientes de puertas y la silla abacial se llevó a la capilla del Palacio Arzobispal. En 1763 se empezó a colocar la reja costeada por el obispo de Valladolid Isidro Cosío y Bustamante.
A principios del siglo XIV se amuebló el coro con la sillería que estaba en el coro alto de la iglesia del convento de San Pablo. Esta sillería, de estilo herreriano y realizada con maderas de gran calidad, fue mandada construir por el duque de Lerma, patrón del Convento de San Pablo, en el siglo XVII y sus autores fueron Francisco Velázquez y Melchor Beya, ambos de Valladolid. En el libro Becerro del convento de San Pablo puede leerse esta referencia:

En mil seiscientos veintiuno y mes de Noviembre, se finalizó la sillería del coro, que se compone de cincuenta sillas altas y cuarenta y cinco bajas. Costó la hechura de cada par unas con otras, trescientos treinta ducados. Las maderas son de las indias portuguesas; costeó la obra el duque cardenal.

Cuando en 1928 se desarmó el recinto del coro y la reja que lo cerraba fue vendida, se hizo la tribuna a los pies de la catedral, donde se instaló uno de los dos órganos, y los sitiales se llevaron al presbiterio, donde se colocaron en semicírculo apoyados en la pared. Actualmente siguen dispuestos de este modo. Se encuentran los sitiales distribuidos en dos grupos simétricos flanqueando al retablo de Juan de Juni. Existen en total 32 sillas altas y 22 bajas sin contar con los seis sitiales bajos que posee el propio retablo de Juni. En su origen fueron 55 sitiales altos y 45 bajos.
La Catedral de Valladolid atesora un archivo musical muy valioso. En él se encuentran obras manuscritas e impresas (algunas de estas últimas, de gran valor por los escasos ejemplares que se conservan) que van desde el siglo XV al XX. Muchas de las composiciones son obra de los Maestros de Capilla que ha tenido la colegiata y después catedral vallisoletana a partir del Renacimiento. Entre ellos, destacan Francisco de Montanos en el siglo XVI; Manuel Gómez Camargo en el XVII; en el XVIII, José Martínez de Arce y Fernando Haykuens; en el XIX, Antonio García-Valladolid; Vicente Goicoechea a caballo entre el XIX y XX y ya esta última centuria, Julián García Blanco.

#### Reja del coro
El coro estuvo cerrado por una buena reja costeada por el obispo de Valladolid Isidro Cosío y Bustamante, que se empezó a colocar en octubre de 1763 y quedó instalada el siete diciembre de ese mismo año. Acabó su dorado en agosto de 1764. En el centro del segundo cuerpo colocó el Cabildo el escudo de armas del obispo Bustamante, en homenaje y agradecimiento a su donación. Llevaba la leyenda:

Esta reja y rallar las dio el Ilmo. Sr. Don Isidro Cosío, obispo que fue de esta ciudad.

Años más tarde este escudo con su inscripción fue sustituido por el del Cabildo.

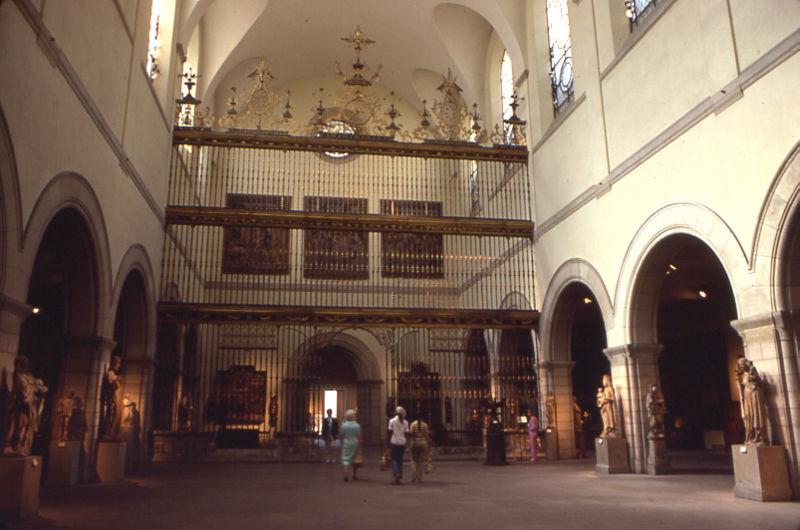
Reja del coro, actualmente expuesta en el Museo Metropolitano de Nueva York.

La reja fue ejecutada en talleres de Elorrio y Elgóibar, en el País Vasco, siendo terminada en 1763. Tradicionalmente se ha venido atribuyendo su autoría a dos rejeros: Gregorio de Aguirre y Rafael de Amezua. Estudios más recientes dan por segura la autoría del artista Amezua perteneciente a una familia de rejeros de Elorrio. Parece que lo confirma la similitud de motivos en dos rejas firmadas por Rafael de Amezua destinadas a los lados del altar mayor de la catedral de Cuenca y otra de Gaspar de Amezua para el coro de la Iglesia de Santa María de Palacio, en Logroño.
Teorías anteriores atribuían la obra a Gregorio de Aguirre, rejero y maestro arquitecto de Elgoibar.
Era costumbre de los rejeros de Elorrio y Elgóibar depositar en Vitoria las piezas de las rejas una vez terminadas. Desde allí, cargadas en carretas, llegaron a Valladolid en cuya catedral fueron montadas y asentadas entre octubre y diciembre de 1763, bajo la supervisión del maestro rejero autor de la obra. El Cabildo invitó a los artífices a un ágape, lo que entonces se llamaba guantes para refrescar. En 1764 se llevó a cabo el dorado, probablemente por doradores segovianos que eran los más expertos en esta época.
En 1928, con la remodelación hecha en la catedral, la sillería del coro volvió al altar mayor y se construyó una tribuna alta a los pies donde se ubicó el órgano. Por motivos económicos por la necesidad de seguir haciendo obras, el Cabildo vendió la reja (y otras obras de arte) que fue a parar a la Fundación Hearst. Esta fundación la donó en 1956 al Museo Metropolitano de Arte de Nueva York, donde se puede ver asentada sobre un banco de piedra.
Tiene tres puertas, nueve calles y tres pisos. Las columnas son mitad torneadas y mitad abalaustradas (con abalaustramiento invertido), siguiendo un modelo típico del taller de Elorza. Tiene 64 balaustres cincelados. Un arquitrabe liso separa el primer friso con una cornisa de molduras. El coronamiento tiene ornamentación de espirales, óvalos y jarrones.

#### Los órganos musicales de la catedral
El 26 de agosto de 1668 se inauguró y consagró la catedral de Herrera, aun sin estar terminada. Un año antes se había situado el coro en la nave central, con la sillería gótica de la antigua colegiata. Posiblemente con la sillería, pasó al nuevo edificio el órgano de la colegiata, que databa de mediados del siglo XVI y que había sido reformado, o quizás totalmente reconstruido, hacia 1620. Sustituyendo a este instrumento, a finales del siglo XVIII se construyeron sendos órganos que se colocaron a los lados del coro, cobijados bajo los grandes arcos que separan la nave central de las laterales. Los dos órganos fueron reformados en 1792, construyéndose una caja nueva neoclásica para el del lado de la Epístola. Ambos instrumentos respondían a la tipología de órgano barroco español, con una importante trompetería de fachada.

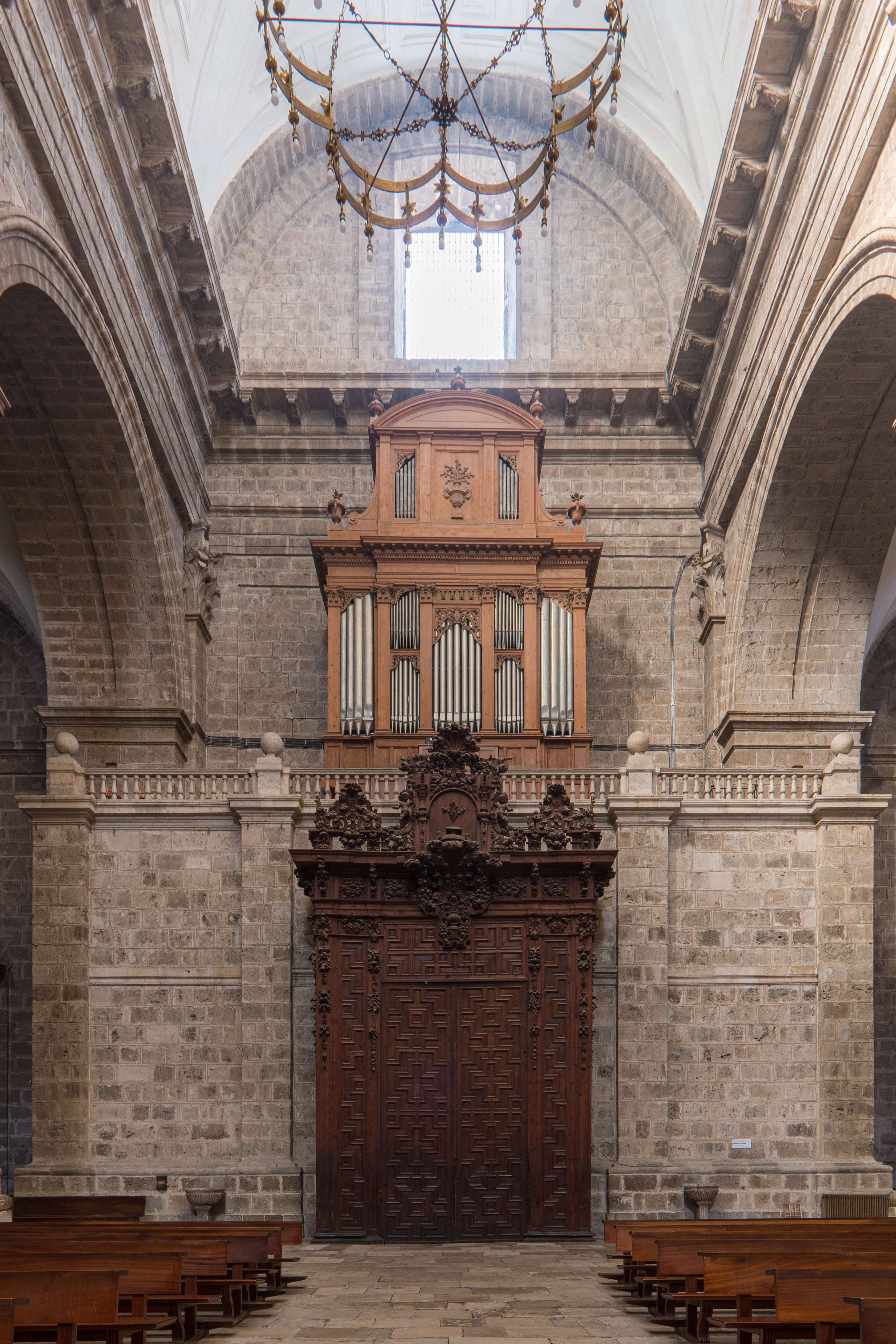
Órgano Amezua en su emplazamiento actual, a los pies del templo, sobre su tribuna construida en 1928. También se ve el cancel churrigueresco de principios del

Se tiene noticia de arreglos y reformas en los órganos barrocos a lo largo del siglo XIX. Sin embargo, a principios del siglo XX, la estética sonora barroca no gustaba por el cambio de las modas y además, los dos órganos catedralicios no se encontraban en buen estado. De esta manera, se realizó un nuevo órgano de estilo romántico en 1904, sustituyendo al órgano barroco del lado de la Epístola del coro. El nuevo instrumento fue construido por el importante organero vasco Aquilino Amezua (1847-1912).
En 1928 se desmanteló el coro bajo y el órgano barroco que aún se conservaba en el lado del Evangelio, fue vendido como chatarra, construyéndose una tribuna a los pies donde se colocaría el órgano que Amezua había realizado en 1904. En 1933, a petición del Organista de la Catedral, se amplió y reformó el órgano con el dinero procedente de una donación anónima destinada a tal efecto. Los trabajos fueron realizados por Leocadio Galdós (discípulo de A. Amezua), adquiriendo el instrumento su actual configuración; se trata de uno de los órganos más grandes de Castilla y León.

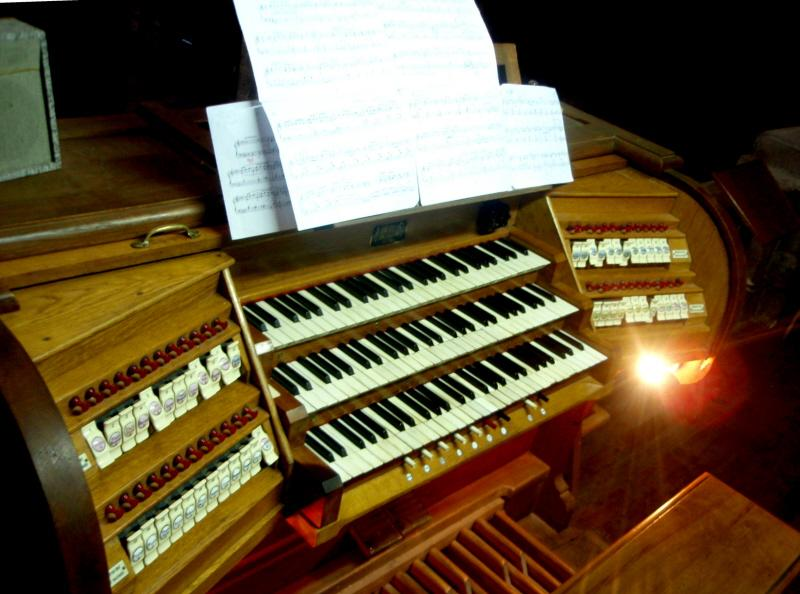
Consola del órgano Amezua. Se observan los tres teclados manuales y el pedalero, así como los mandos de los registros

La caja de este órgano es muy sencilla de acuerdo con el gusto neoclásico; está rematada por un frontón con acroteras. La fuellería se oculta tras unos paneles del pedestal. Los capiteles de las pilastras son corintios y sostienen una cornisa con tallas en los intercolumnios. Los tubos que se ven en los costados son de adorno, pues la tubería cantante (como se conoce a los tubos que suenan) se extienden en varios castillos (castillo es la palabra con la que se conoce en organería cada uno de los grupos de tubos que adornan la fachada de un órgano) de la fachada principal de la caja.
En diciembre de 2005, el arzobispado de Valladolid adquirió un órgano digital Allen, de 19 000 tubos digitalizados, cuatro teclados, 79 registros y pedal de 32 notas, ubicado cerca del presbiterio y utilizado actualmente en celebraciones litúrgicas y en conciertos.

### Capillas de la nave del evangelio

Planta de la Catedral de Valladolid, con las capillas de la nave del evangelio en color naranja:1. Capilla de San Juan Evangelista
2. Capilla de Nuestra Señora de los Dolores
3. Capilla de Nuestra Señora del Sagrario
4. Capilla de San Fernando

Son las capillas que se encuentran a la izquierda, según se mira al altar. Son las siguientes: Capilla de San Juan Evangelista, Capilla de Nuestra Señora de los Dolores, Capilla de Nuestra Señora del Sagrario y Capilla de San Fernando

#### Capilla de San Juan Evangelista
Desde los comienzos tuvo funciones parroquiales, ya que en su interior se encontraba la pila bautismal trasladada después a la capilla de Nuestra Señora de los Dolores. Es una capilla de tamaño reducido, ubicada justo debajo de la antigua torre. Con el hundimiento de dicha torre, se procedió a rehacer su bóveda, imitando a la que había antes. Tiene un retablo neoclásico, realizado por Jorge Somoza en 1846, que se organiza a modo de arco del triunfo, con cuatro grandes columnas corintias. Dicho retablo fue encargado para reemplazar al anterior, de 1714 y obra de Pedro de Rivas, que se destruyó al hundirse la torre. Acoge una escultura del santo titular del siglo XVII. Además, hay varios lienzos y parte de la antigua sillería del siglo XV procedente de la colegiata. La capilla se cierra con una reja del siglo XVII, rematada con crestería barroca tallada en madera.

#### Capilla de Nuestra Señora de los Dolores
Formaba parte del antiguo patronato de la familia de los Velarde, siendo bendecida la capilla en 1630. Posee un gran retablo barroco dorado, datado hacia 1700, con estípites y un gran tabernáculo, adornado con espejos. En el retablo se encuentran pequeñas esculturas coetáneas al mismo. Flanqueándolo, se hallan dos hornacinas convertidas en armarios del siglo XVII que contienen los relicarios de la Catedral; algunas pertenecieron a la Casa de Osuna. En un lado de la capilla se halla un retablo de estilo rococó, realizado en 1776, para conmemorar el nacimiento de San Simón de Rojas en 1552, en una casa que se encontraba, antes de la construcción de la actual catedral, en el lugar que hoy ocupa esta capilla; contiene una pintura que representa un pasaje de la vida del santo. En el lado opuesto a este último retablo, se halla el monumento sepulcral del fundador Juan Velarde (fallecido en 1616), de estilo clasicista, con cuatro columnas dóricas entre las que se encuentra el sarcófago; también existe un retrato del fundador, obra de gran calidad, atribuida al pintor Francisco Martínez. Aquí se encuentra en la actualidad la pila bautismal de la Catedral. Hay además varios lienzos. La capilla se cierra con una reja del siglo XVI, quizás procedente de la colegiata, y colocada aquí en 1674. El tabernáculo reposa sobre la urna de un cristo yacente, copia de Gregorio Fernández. El frente del altar es de azulejería vallisoletana.

Capilla de Nuestra Señora de los Dolores
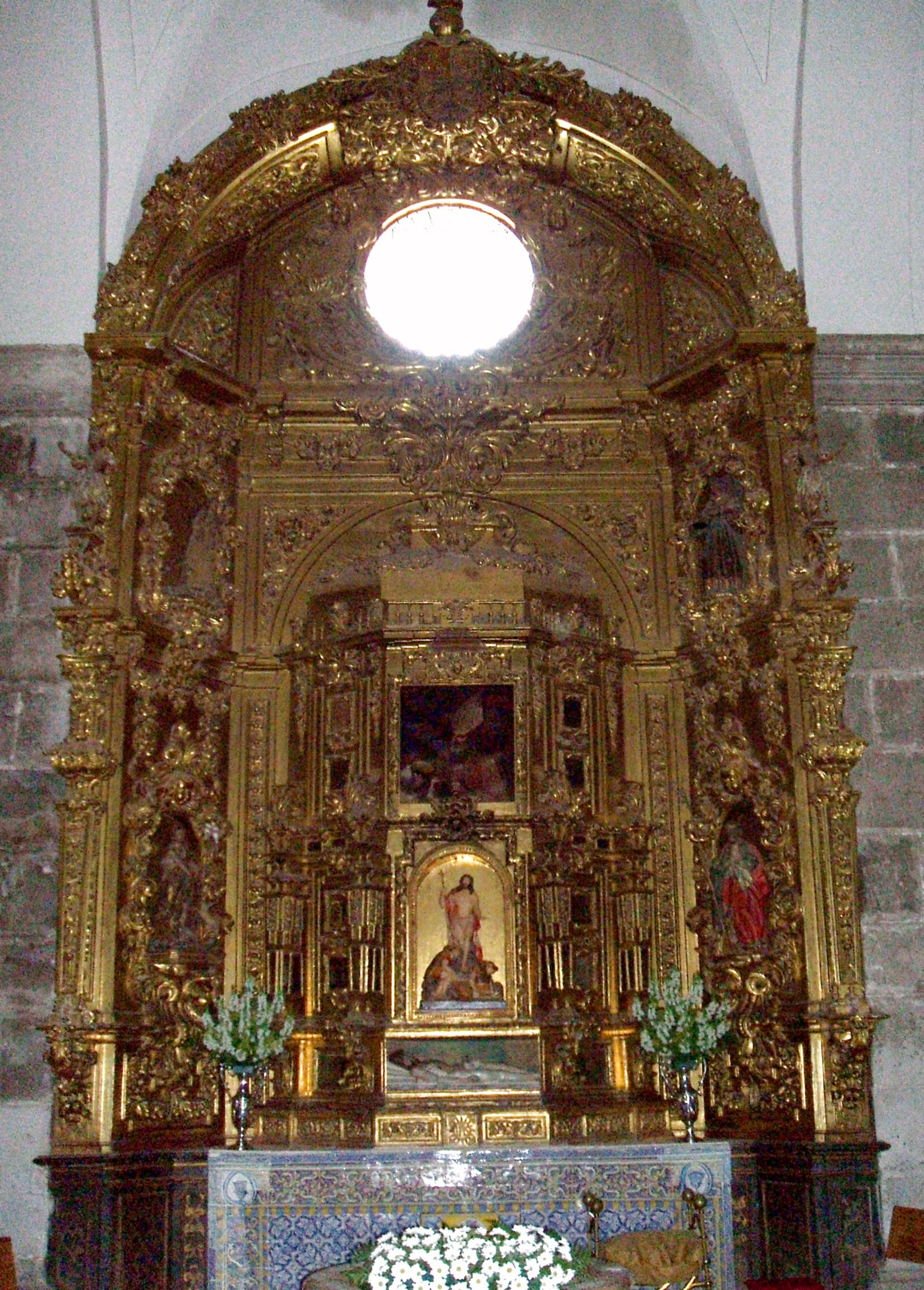
Capilla de Nuestra Señora de los Dolores
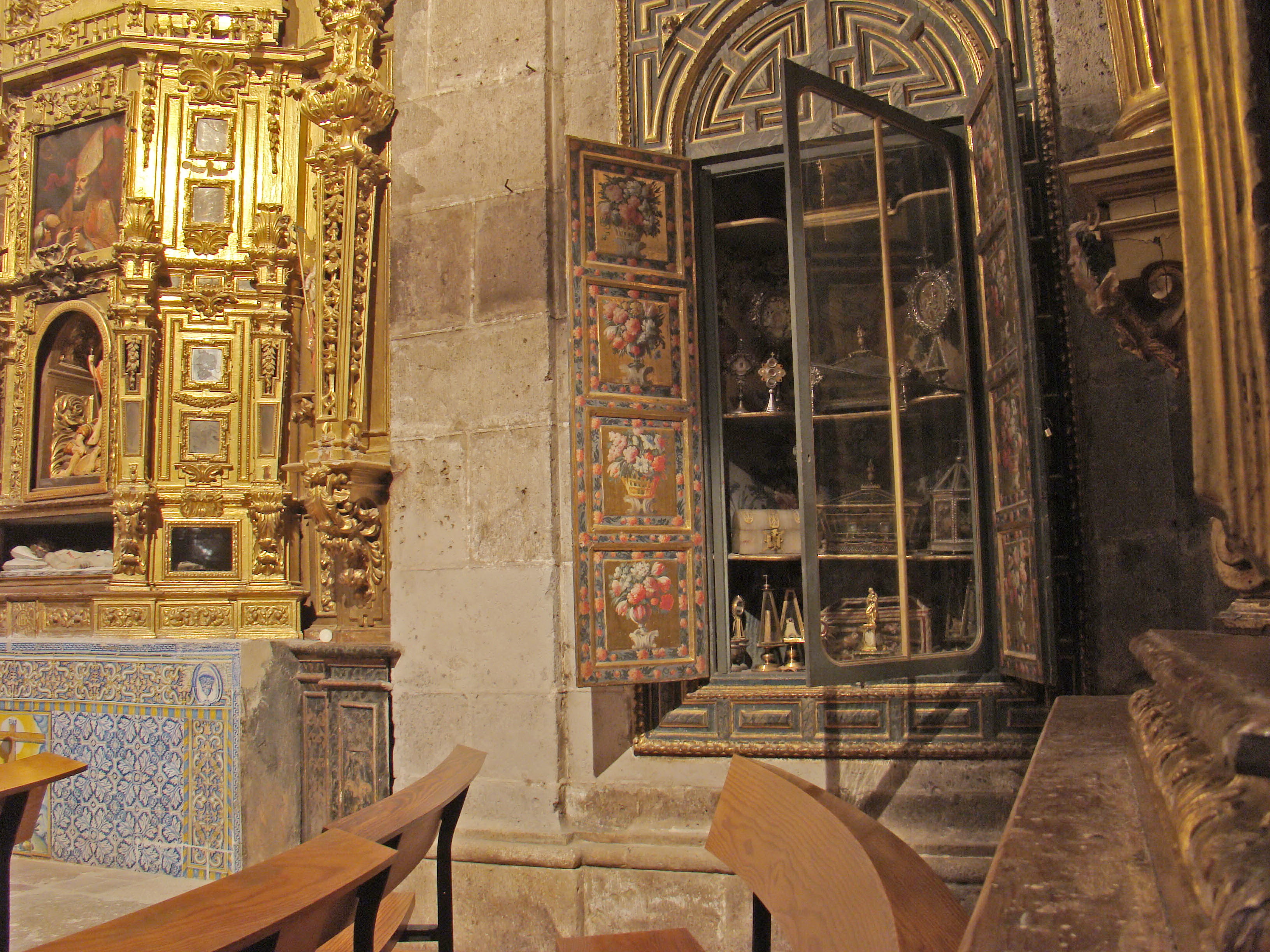
Armario del siglo XVII donde se guardan las reliquias de la catedral
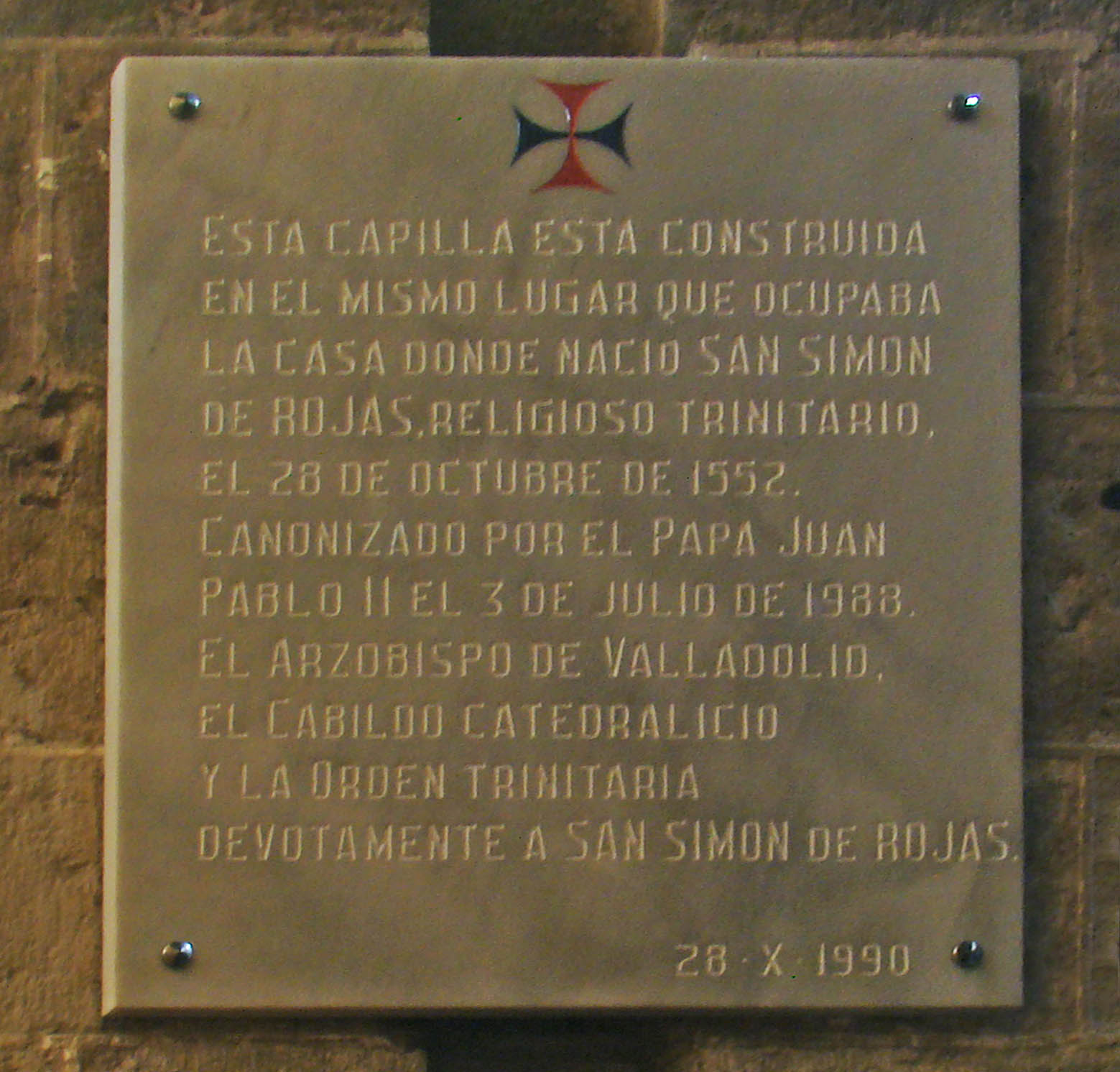
Placa conmemorativa del nacimiento de San Simón de Rojas

#### Capilla de Nuestra Señora del Sagrario
En esta capilla se encuentra la imagen de Nuestra Señora del Sagrario, una escultura policromada de la Virgen con el Niño, de pequeño tamaño realizada en piedra y que data del siglo XV; se encontró emparedada en 1602, durante el transcurso de unas obras en la colegiata. El Cabildo la eligió como su patrona y la colocó en esta capilla, terminada en 1624. La imagen se encuentra en un retablo neoclásico de 1788. El resto del mobiliario que atesora esta capilla incluye: los lienzos San Pedro Regalado, La Virgen de San Lorenzo, La Caída de San Pablo y San Fernando entrando en Sevilla, realizados por Manuel Peti hacia 1700; otras pinturas de santos correspondientes a los siglos XVI a XVIII; una buena escultura de la Virgen Dolorosa del círculo de Francisco de Rincón; sendas tallas en hornacina de San Pedro y San Pablo, del siglo XVII, y de Santa Catalina de Alejandría, del siglo XVI; y dieciséis sitiales de la antigua sillería tardogótica de la Colegiata. Se cierra la capilla con una reja de hierro con crestería barroca en madera realizada hacia 1655 por un rejero anónimo vallisoletano.

#### Capilla de San Fernando
Fue fundada en 1585 por Juan de Santisteban —Secretario de la Chancillería—, pero debido a la lentitud de la marcha de las obras del templo herreriano, la capilla no se materializó hasta casi noventa años después. En su interior, se halla un retablo salomónico de 1680], obra de Pedro de Cea, que se organiza por medio de cuatro columnas salomónicas entre las que se encuentra una escultura de San Fernando tallada por Alonso de Rozas. También existe un retablo dedicado a la Inmaculada, (situado antes en el trascoro) desmantelado en 1928, que contiene el gran lienzo de la Inmaculada más las pinturas con los temas del Abrazo ante la Puerta Dorada, Nacimiento de la Virgen y Santa Ana y la Virgen; todas estas pinturas son obra de Felipe Gil de Mena. Se cierra con una reja de Juan de Ligondi de 1678.

#### Capilla del ábside

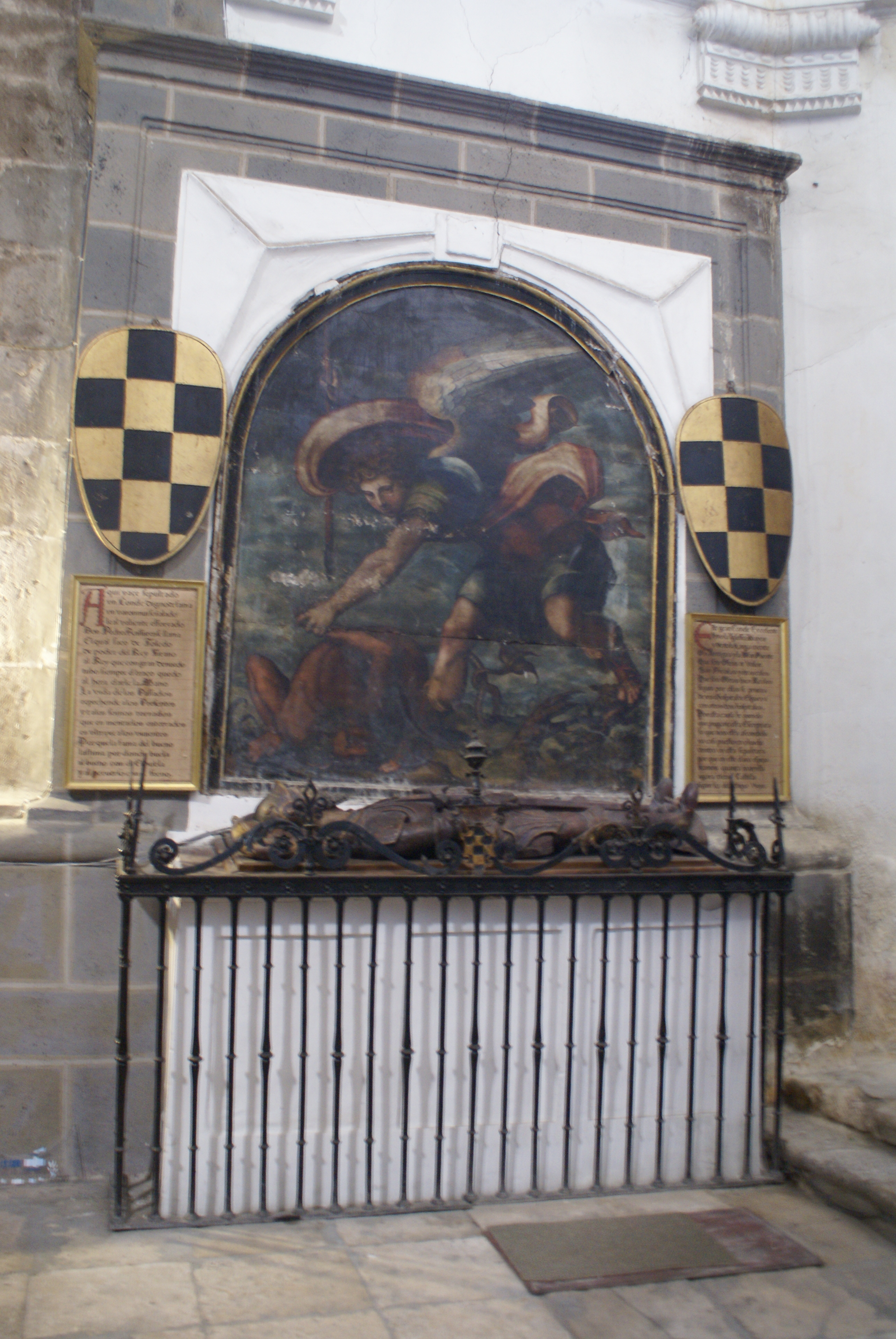
Sepulcro del conde Pedro Ansúrez, señor y repoblador de Valladolid

Remata la nave del Evangelio y notablemente más baja que esta. Fue construida en el siglo XVII de manera provisional, usando ladrillo y yeso. Posee planta ochavada y se decora en el interior con varias molduras y ménsulas de estilo barroco. En esta capilla, se encuentra el mostrador donde se despachan los billetes para entrar al Museo Diocesano y Catedralicio; también se encuentran, además del sepulcro del Conde Ansúrez, algunas obras de arte como el retablo neoclásico formado por una tabla del siglo XVI con el tema de la Crucifixión cuyo autor es el flamenco Michel Coxcie, que trabajó bastante durante el reinado de Felipe II.

##### Sepulcro del conde Ansúrez

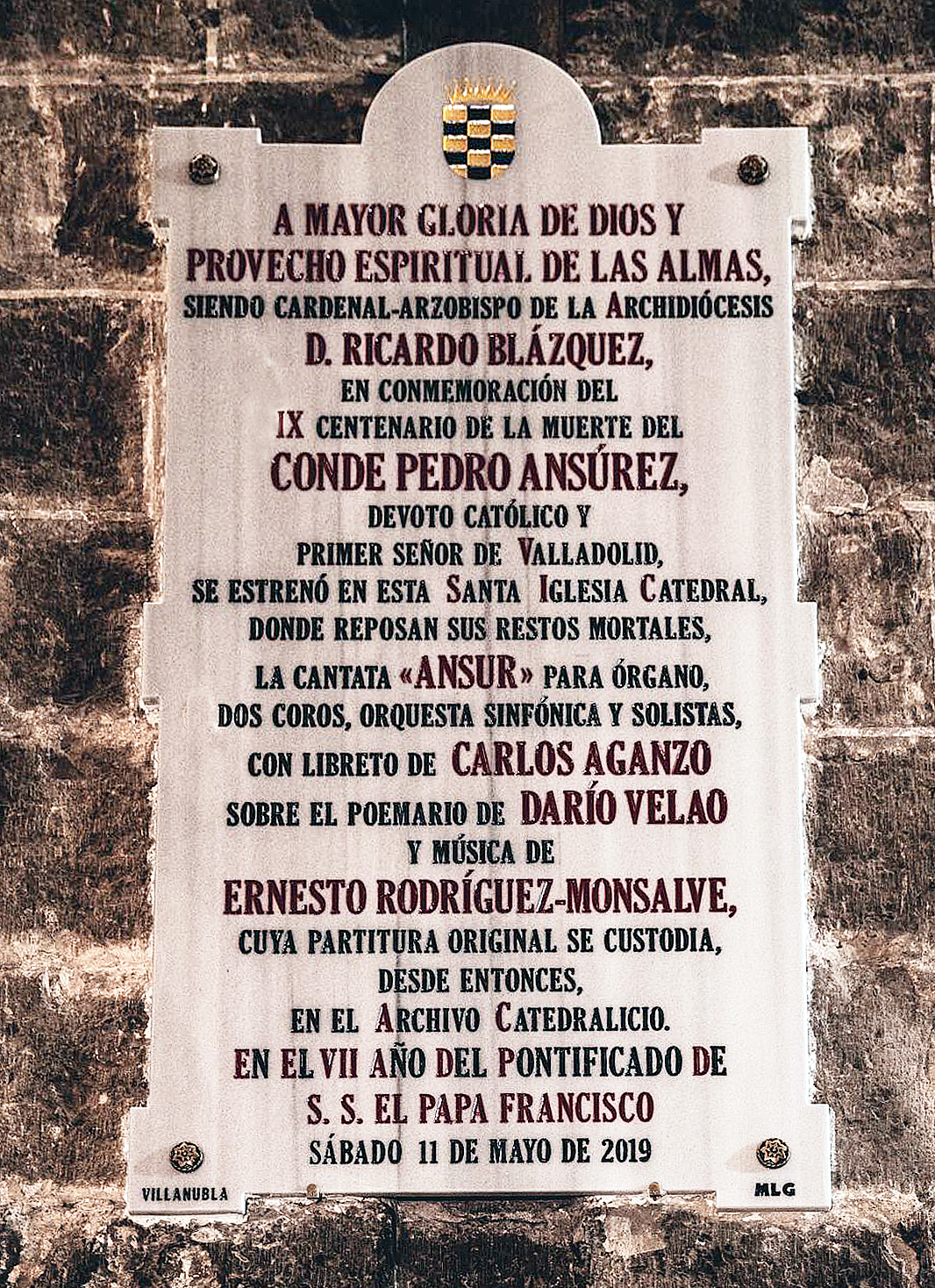
Placa conmemorativa del IX centenario de la muerte de Ansúrez

En la pared oeste, y justo detrás del mostrador, está el humilde sarcófago del conde Ansúrez, rodeado de una sencilla reja de hierro que tiene en su centro un pequeño escudo con las armas del conde. Sobre la lápida se encuentra una tosca escultura de madera representando al conde en posición supino-horizontal, con casco y armadura. El conde fue enterrado, según sus deseos, en la antigua colegiata fundada por él, y sus restos fueron trasladados a este lugar en 1674. En el hueco del nicho se puede ver una tabla del siglo XVI pintada con el tema de San Miguel, que recuerda la cofradía de Escuderos fundada por el conde Ansúrez. En los costados se repiten los escudos y debajo están colocadas dos tablas procedentes del primitivo enterramiento de la colegiata pintadas de blanco y escritas con unos versos que elogian las buenas cualidades de Ansúrez. El historiador Juan Antolínez de Burgos, en su Historia de Valladolid, cuenta que en el año 1556, al abrir el sepulcro para reparar el arco, se halló su cuerpo armado con su espada y espuelas, tal y como se ve en su escultura, junto al sepulcro del conde.
Para conmemorar el IX centenario de la muerte de Pedro Ansúrez, el Ayuntamiento de Valladolid encargó a Ernesto Monsalve y a Carlos Aganzo la composición de una cantata profana sobre la vida de Ansúrez y su esposa. Se estrenó el 11 de mayo de 2019 en una ceremonia presidida por el cardenal arzobispo Ricardo Blázquez Pérez en torno a este sepulcro y, junto a él, se instaló una placa conmemorativa de la efeméride y el estreno. La obra fue interpretada por la soprano Montserrat Caballé, el barítono Luis Santana, la Orquesta Filarmónica de Valladolid, los Coros Ciudad de León y Capella Lauda y la organista Paula Lanuza, bajo la dirección del propio autor de la partitura.

### Capillas de la nave de la epístola

Planta de la catedral de Valladolid, con las capillas de la nave de la epístola en color naranja:6.Capilla de la Magdalena
7.Capilla de San José
8.Capilla de San Pedro
9.Capilla de San Miguel

Son las capillas que se encuentran a la derecha, según se mira al altar. Son las siguientes: Capilla de San Miguel, Capilla de San Pedro Regalado, Capilla de San José, Capilla de San Pedro Apóstol y la Capilla absidal.

#### Capilla de San Miguel
Realizada en 1712, se encuentra bajo la torre realizada entre 1880 y 1890. Su reja data también de 1712. El retablo, barroco y adornado con cornucopias de estilo churrigueresco, fue realizado en 1714 por Pedro de Rivas, y su escultura titular, probablemente también fue obra de Pedro de Ávila.

#### Capilla de San Pedro Regalado
Originalmente dedicada a la Magdalena, fue realizada en 1712, y cambió su advocación en 1843 por la de San Pedro Regalado, en honor al santo local. En uno de sus lados, en un retablo neoclásico con frontón triangular, contiene un lienzo neoclásico de la Asunción, obra de Zacarías González Velázquez; enfrente de este retablo existe otro con un lienzo que representa a la Virgen entregando el niño a San Antonio de Padua, obra de Alonso del Arco. No se conserva el retablo titular realizado en 1714, pero sí la Magdalena, posiblemente realizada por Pedro de Ávila, que se guarda en otras dependencias catedralicias. Actualmente, el retablo que posee la capilla, de estilo rococó, con dos columnas corintias de fuste adornado, acoge un gran lienzo con el tema de San Pedro Regalado resucitando para dar de comer a un pobre, del pintor italiano Placido Costanzi datado en la primera mitad del siglo XVIII. La reja que remata la capilla data del año 1712.

#### Capilla de San José

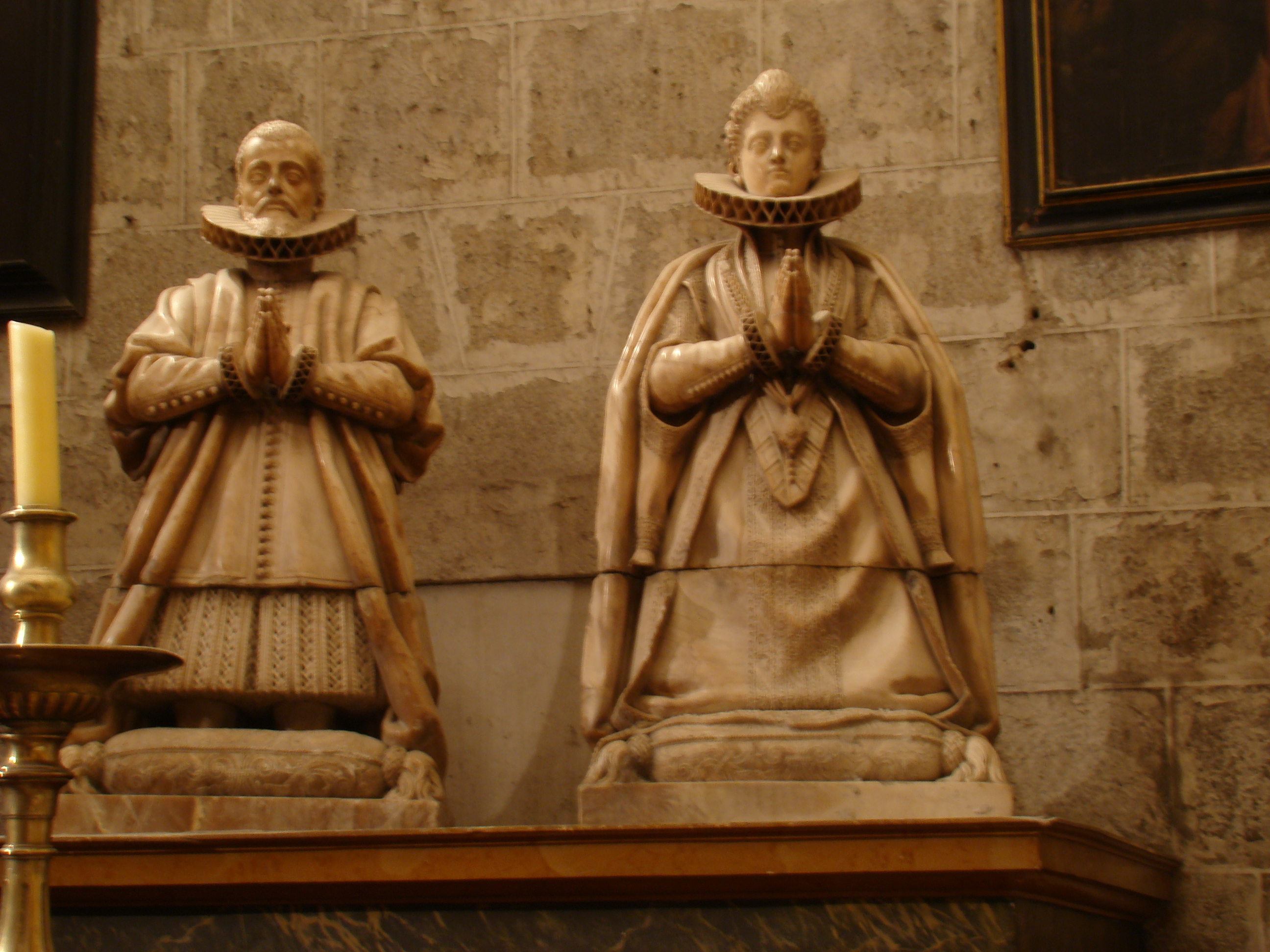
Esculturas funerarias de la familia Venero y Leyva

Contiene las esculturas funerarias de varios miembros de la familia Venero y Leyva, provenientes de la Capilla de Santa Catalina del Convento de San Francisco, atribuibles a Francisco de Rincón y realizadas en alabastro. En esta capilla han recibido sepultura también los últimos arzobispos de Valladolid. El retablo mayor, de estilo barroco, con estípites y dorado, data de 1712, siendo la imagen titular atribuida a Pedro de Ávila.

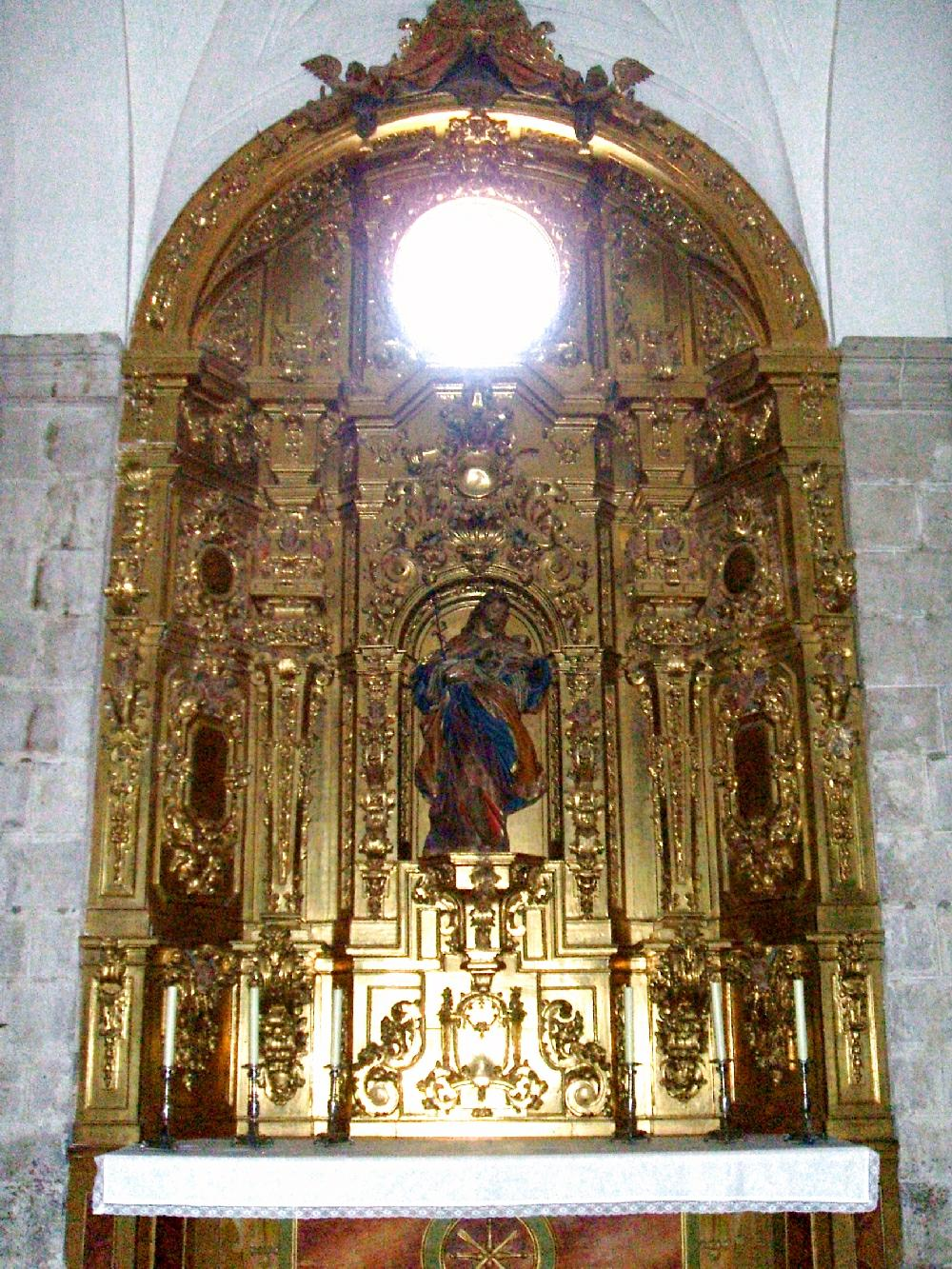
Capilla de San José

Cuenta además con una serie de lienzos del siglo XVII, varios de ellos copias de cuadros de pintores como Tiziano (San Jerónimo), Rafael (El pasmo de Sicilia), Caravaggio (Incredulidad de Santo Tomás), Mateo Cerezo (Asunción de la Virgen) y Felipe Gil de Mena (La Verónica). Uno de los lienzos, una Anunciación, está firmado por Francisco Ignacio Ruiz de la Iglesia en 1671. La reja que cierra la Capilla fue forjada en Vitoria en 1712, siendo realizada su cornisa por Alonso del Manzano.

#### Capilla de San Pedro Apóstol
Se terminó su realización en 1712, siendo colocado su retablo, también barroco y con estípites, dos años más tarde. Su escultura titular es atribuible a Pedro de Ávila. Cuenta con una escultura de la Asunción. Contiene además dos pequeños retablos salomónicos, procedentes de la antigua iglesia de San Esteban, en Portillo, hoy desaparecida.

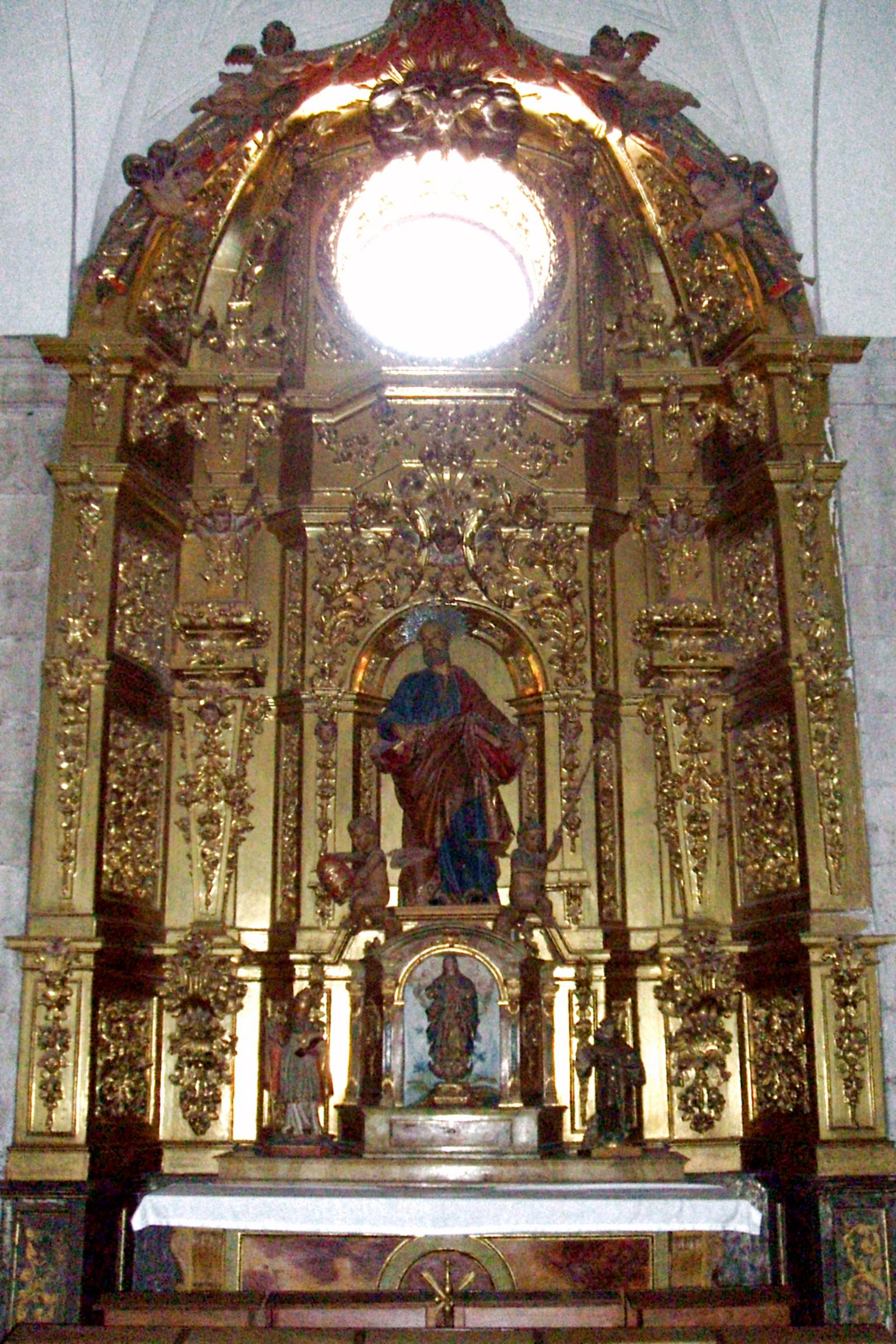
Capilla de San Pedro

Su reja data del siglo XVI, siendo recompuesta dos siglos más tarde. Se encuentran además una serie de pinturas de santos, todas ellas del siglo XVIII.
En esta capilla y la anterior se encuentra actualmente una colección de doce hacheros de bronce realizados en Barcelona en el siglo XVIII.

#### Capilla del ábside del lado de la Epístola
Es ochavada, construida con ladrillo y yeso, adornada con algunas molduras y ménsulas de estilo barroco y totalmente enlucida. Posee un retablo neoclásico, idéntico al de la capilla absidal del lado del Evangelio, que acoge un gran lienzo sobre el tema de la Transfiguración, obra atribuida a Lucas Jordán. A través de la capilla se realiza el ingreso al templo a por la fachada este que da a la plaza de la Universidad, cerrándose con unas puertas de estilo rococó, muy deterioradas, procedentes de la iglesia del monasterio de San Benito el Real de Valladolid, donde originalmente cerraron el trascoro de esta iglesia. Llegaron a la Catedral en 1866.

### Sacristía
La sacristía de la catedral era la antigua capilla de la Inmaculada, la única construida del sector de la cabecera después del crucero. Fue patronato de don Pedro de Arce, que fue habilitada en 1960 como sacristía. Se construyó en 1655, y de dos años más tarde es su reja. Contiene una serie de pinturas originales y copias, varias tablas con piezas en cobre y un retablo neoclásico con un cuadro de la Anunciación, obra de Bartolomé de Cárdenas. Contiene también una sencilla cajonería neoclásica de principios del siglo XIX. En dependencias contiguas se halla una serie de retratos de los obispos y arzobispos vallisoletanos desde Bartolomé de la Plaza hasta nuestros días.

### Sala capitular

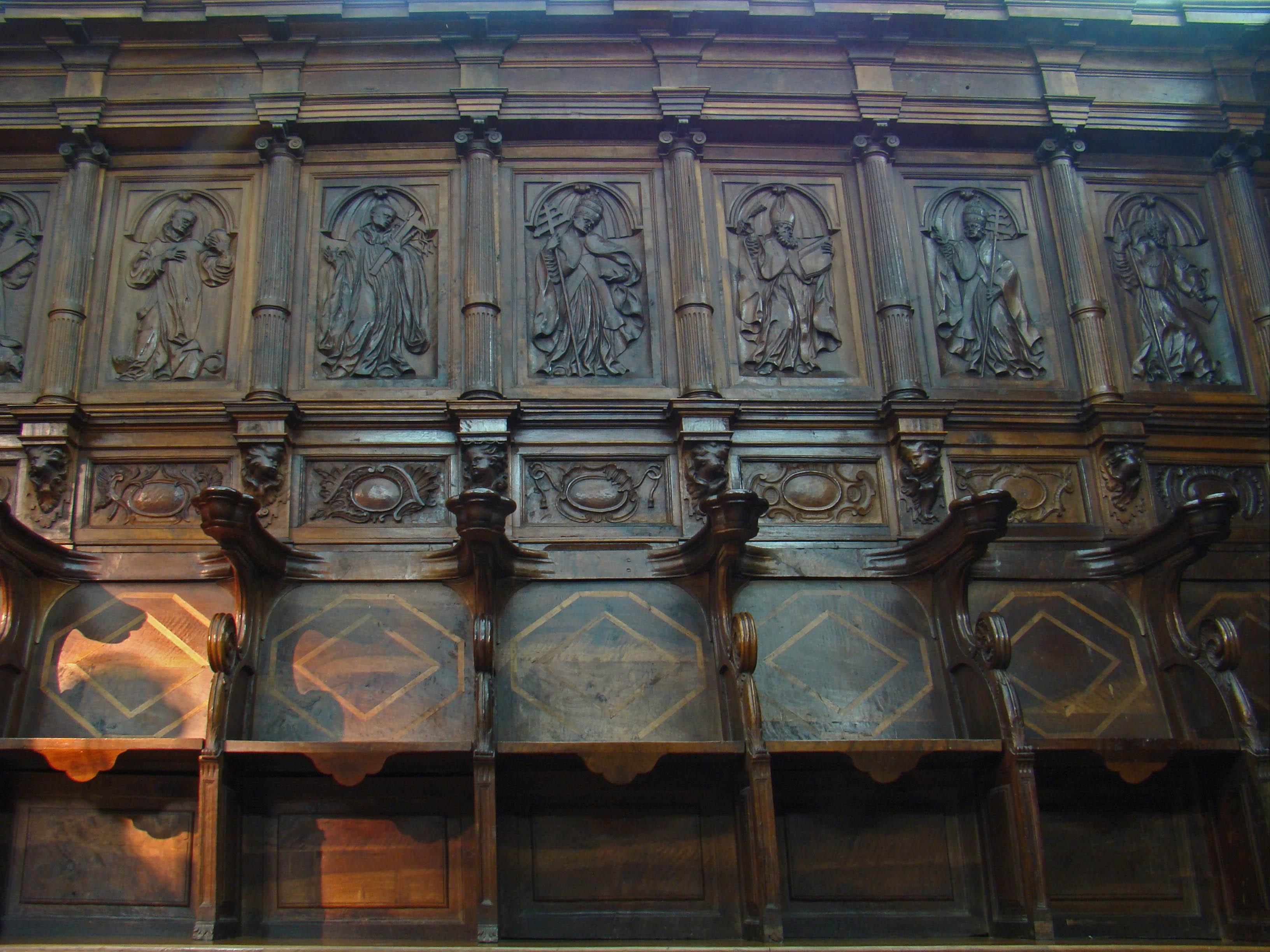
Detalle de la sillería de la Sala Capitular

Se encuentra integrada dentro del Museo Diocesano y Catedralicio, accediendo a ella desde un lateral de la capilla de San Lorenzo. Fue construida en el siglo XVII, usando parte de una crujía del claustro colegial. Se cubre con bóveda de cañón con lunetos y yeserías. Posee una sillería barroca de Felipe de Espinabete, tallada en 1764 para el coro alto la iglesia del monasterio de San Benito el Real de Valladolid y trasladada a la Catedral en 1867. Además, contiene varias pinturas, y esculturas, dos de ellas traídas de San Pablo de la Moraleja. Destaca en ella el Apostolado que se encuentra en sus muros, obra del conquense Cristóbal García Salmerón y, en el centro de la sala en una urna de cristal, el Ecce-Homo de Gregorio Fernández (1615).

## Monopolio de la catedral sobre la cartilla de doctrina cristiana

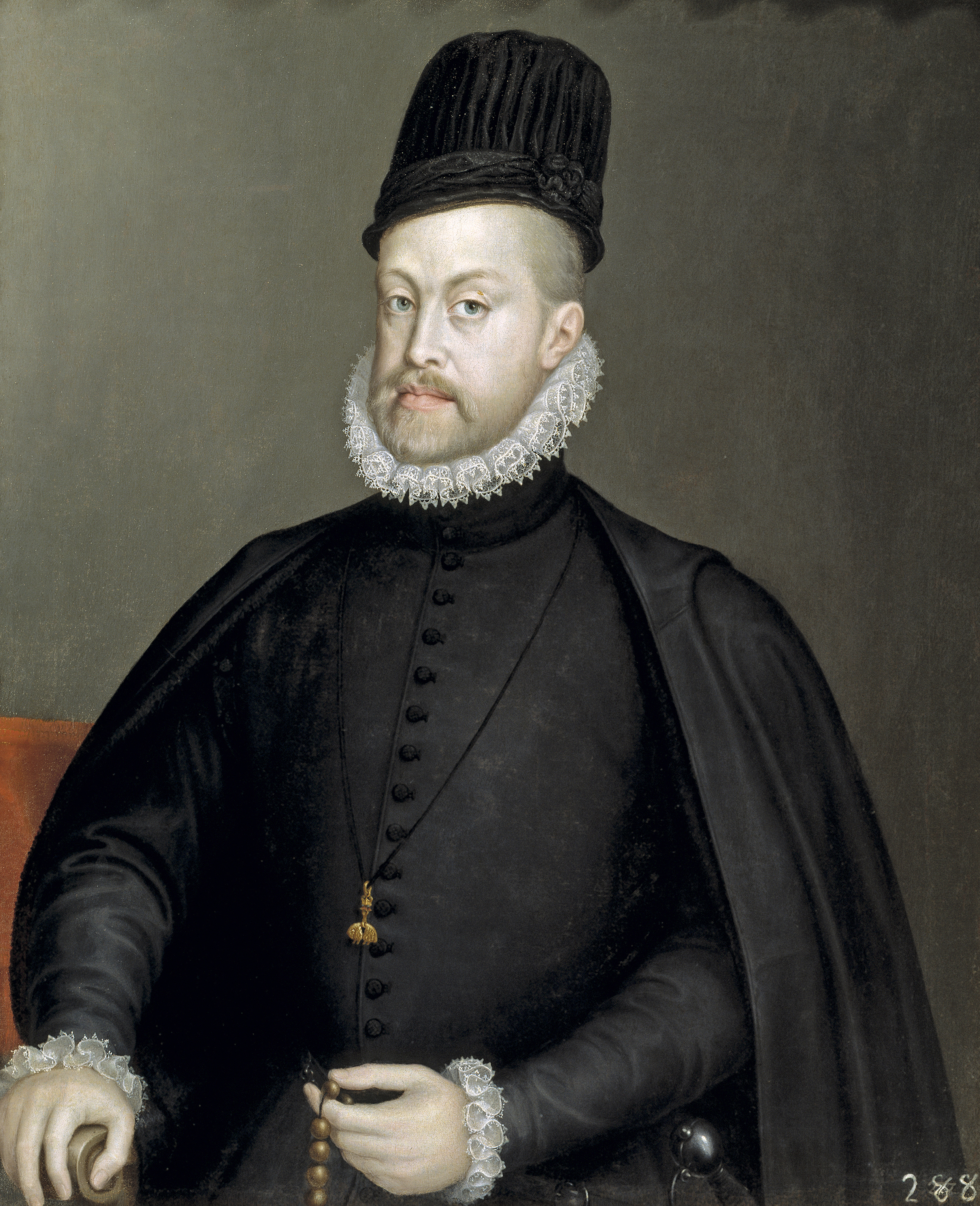
Felipe II extendió una Real Cédula concediendo a la catedral el privilegio de venta de la cartilla de doctrina cristiana

La cartilla de doctrina cristiana era un librito donde venía resumido lo esencial de dicha doctrina. Los niños aprendían a leer en este cuadernillo a través de las plegarias y oraciones más simples y los puntos más importantes de la doctrina cristiana. Había también unas páginas dedicadas a lo más básico del cálculo matemático. En el siglo XVI proliferaron estas cartillas de tal manera que algunos historiadores le llamaron el siglo de las cartillas o de los catecismos de Doctrina Cristiana. La venta de esta cartilla llegó a ser monopolio de la catedral de Valladolid, a partir de una petición hecha por el Cabildo al rey Felipe II, para sufragar las interminables obras de acabado de la catedral. Felipe II escuchó la petición y extendió una Real Cédula el 20 de septiembre de 1583 concediendo el privilegio, inicialmente por 3 años, que más tarde prorrogaría y que después prorrogarían los reyes sucesores hasta llegar a Carlos III, que el 7 de septiembre de 1779 concedió la última prórroga por 40 años, a pesar de que el Cabildo le había pedido perpetuidad:

Si V.A. no se digna a perpetuar el privilegio, poco a poco se irá arruinando el edificio.

En el archivo de la catedral de Valladolid se conservan los documentos en que se da noticia de la primera petición, de las razones para esa petición, de la finalidad que tendrán los beneficios obtenidos (siempre y en único lugar las obras de la catedral), de las condiciones de impresión; solo se podía imprimir en Burgos, Valladolid, Salamanca, Madrid y Sevilla y siempre con licencia del Cabildo vallisoletano:

Mandamos (el rey) que […] persona alguna, sin nuestra licencia no pueda imprimir ni vender la dicha cartilla ni otra alguna...

Se expresan así mismo los castigos y multas que caerán sobre las personas que desobedezcan estos mandatos:

Sopena que el que la imprimiere y vendiere, aya perdido y pierda todas y cualesquiera cartillas y moldes y aparejos que de ella tubiere y mas incurra en pena de cincuenta mil mrs. por cada vez que lo contrario hiciere…

A pesar de todos estos mandatos hubo muchas infracciones de las que se queja constantemente el Cabildo. Los ingresos que se obtenían de este privilegio eran bastante sustanciosos pero no llegaban en absoluto a cubrir gastos para la catedral, que se nutría principalmente de limosnas y de otros impuestos beneficiarios, como el cobro de un cuarto por cada persona que acudiera al teatro.
El comercio de las cartillas se extendió a América, siendo el único producto manufacturado en el que Valladolid tuvo contacto comercial en el siglo XVI con el Nuevo Mundo. De América se obtuvieron muy buenos beneficios.